# Suffragio femminile

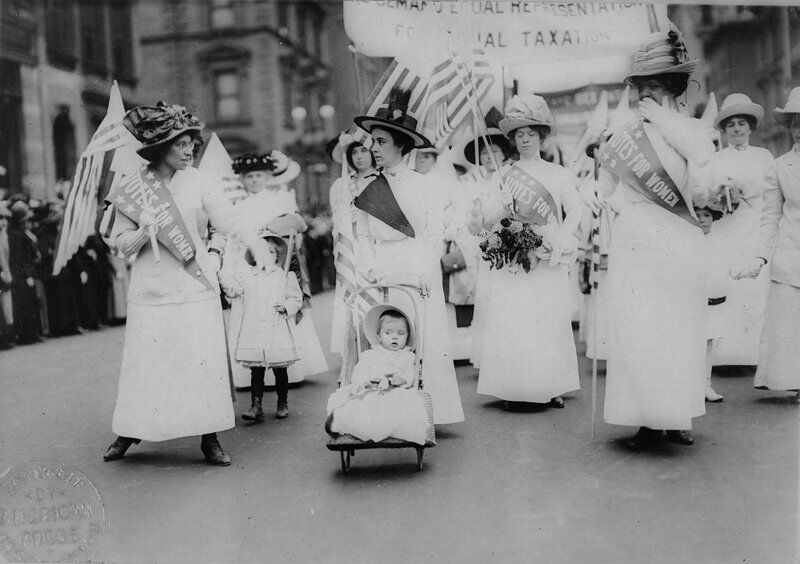
Sfilata a sostegno del suffragio femminile a New York, 1912

Il suffragio femminile è il diritto di voto delle donne. Il movimento politico avente come obiettivo quello di estendere il suffragio alle donne è stato storicamente quello delle suffragette. Le origini moderne del movimento vanno ricercate nell'Inghilterra del XVIII secolo. Tra i primi Paesi a concedere tale diritto vi furono la Repubblica Corsa (nel 1755), le Isole Pitcairn (nel 1838), il Granducato di Toscana (almeno dal 1849), la Repubblica Romana (1849), che durò pochi mesi, la Nuova Zelanda (nel 1893, quando ancora non era uno stato indipendente, ma una colonia britannica per lo più autogovernantesi), il Territorio del Wyoming, già nel 1869, l'Isola di Man nel 1881, Franceville nelle Nuove Ebridi. Alcuni di questi stati hanno avuto una breve esistenza e altri non hanno mai avuto l'indipendenza. Un caso particolare riguarda la Svezia, dove ad alcune donne fu concesso il diritto di voto durante l'età della libertà (1718-1771) ma tale diritto non fu esteso a tutte.
Il primo stato europeo a riconoscere il suffragio universale fu il Granducato di Finlandia, con le prime donne elette in parlamento nel 1907. In Russia durante il governo provvisorio in piena rivoluzione nel novembre del 1917, si tennero l'elezioni per l'assemblea costituente a suffragio universale. Suffragio che poi venne confermato nella costituzione sovietica del 1918.
Il diritto di voto alle donne fu introdotto nella legislazione internazionale nel 1948 quando le Nazioni Unite adottarono la Dichiarazione universale dei diritti umani. Come stabilito dall'articolo 21: “1) Chiunque ha il diritto di prendere parte al governo del proprio paese, direttamente o attraverso rappresentanti liberamente scelti. 3) La volontà del popolo dovrà costituire la base dell'autorità di governo; questa sarà espressa mediante elezioni periodiche e genuine che si svolgeranno a suffragio universale e paritario e che saranno tenute mediante voto segreto o mediante procedure libere di voto equivalenti.”
Il suffragio femminile viene anche esplicitamente considerato un diritto sotto la Convenzione sull'eliminazione di ogni forma di discriminazione della donna, adottata dalle Nazioni Unite nel 1979, sottoscritto da 189 nazioni.

## Storia

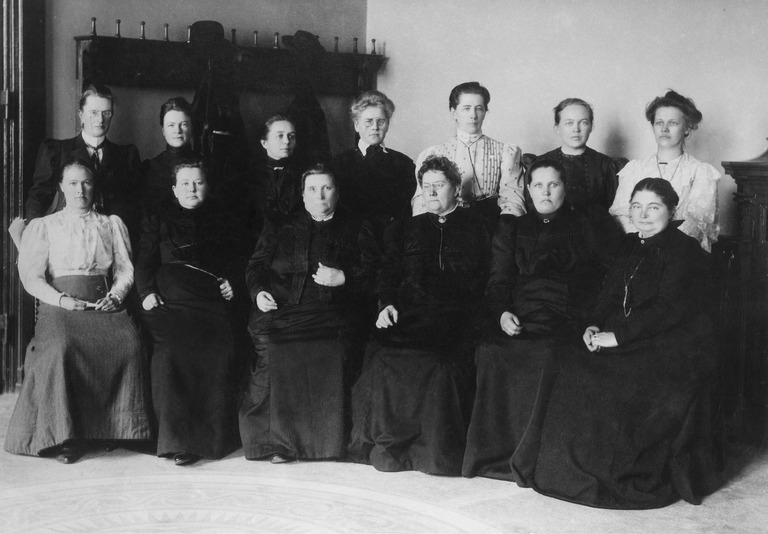
Le prime donne elette al parlamento finlandese nel 1907

Il suffragio femminile è stato concesso nei vari paesi del mondo in tempi diversi. In molti paesi il suffragio femminile fu riconosciuto prima del suffragio universale, così a donne di certe etnie e classi sociali non fu concesso il diritto di voto.
Nella Francia medievale e altri paesi europei il voto per assemblee e riunioni di città e paesi era aperto ai capi delle famiglie, indipendentemente dal sesso. Il suffragio femminile fu concesso dalla Repubblica Corsa nel 1755, la cui Costituzione prevedeva un'assemblea rappresentativa nazionale eletta da tutti gli abitanti sopra i 25 anni d'età, sia donne (se nubili o vedove) che uomini. Il suffragio femminile fu revocato quando la Francia annesse l'isola nel 1769. Le origini del moderno movimento a favore del suffragio femminile vanno ricercate nella Francia degli anni tra il 1780 e il 1790 negli scritti di Antoine Condorcet e Olympe de Gouges, che lo sostennero come un diritto nelle elezioni nazionali.
Nel 1756 Lydia Chapin Taft, nota anche come Lydia Taft, divenne la prima donna votante legale in America. Ella votò in almeno tre occasioni in un'assemblea cittadina del New England, ad Uxbridge (Massachusetts), con il consenso dell'elettorato. Ciò si verificò tra il 1756 e il 1768, durante il periodo coloniale americano.
Il New Jersey concesse il voto alle donne (con le stesse qualifiche proprietarie degli uomini, benché, dato che le donne sposate non possedevano proprietà per loro diritto, solo le donne nubili e le vedove avevano questo diritto). Nella Costituzione dello Stato del New Jersey del 1776 la parola abitanti fu usata senza distinzioni di sesso o razza. Le donne del New Jersey, insieme a persone di diverso colore, o neri, persero il diritto di voto nel 1807, quando la franchigia fu ristretta a maschi bianchi, ufficialmente per combattere le frodi elettorali semplificando le condizioni di eleggibilità. 

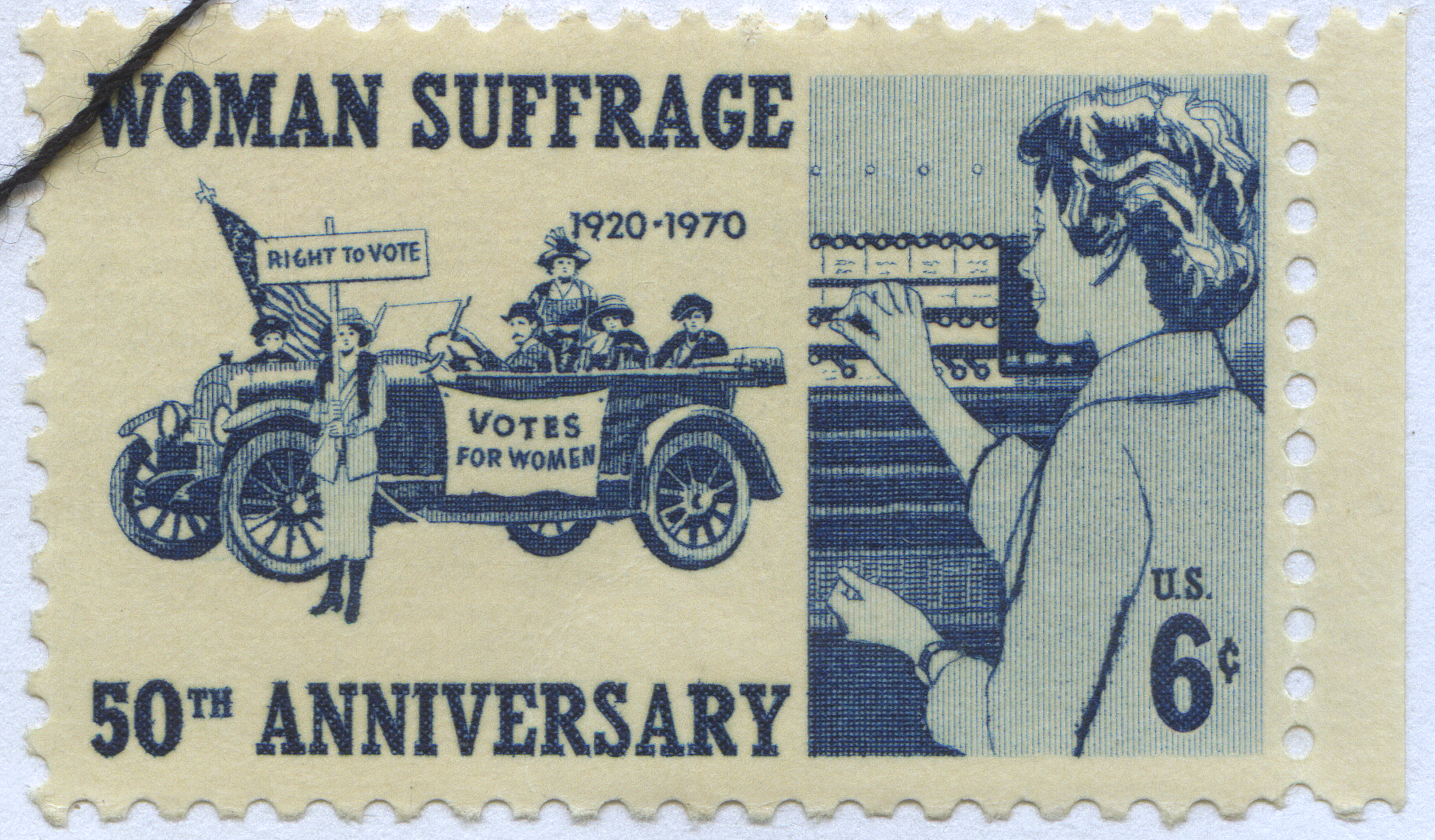
Francobollo emesso nel cinquantesimo anniversario del voto alle donne USA

Le Isole Pitcairn concessero il suffragio alle donne nel 1838, cui fece seguito Norfolk nel 1856. Diversi paesi, colonie e stati concessero un suffragio limitato alle donne nella seconda metà del XIX secolo, iniziando con l'Australia Meridionale nel 1861. La Comune di Parigi del 1871 riconobbe il diritto di voto alle donne, ma esso venne ritirato con la caduta della Comune e sarebbe stato concesso nuovamente nel luglio del 1944 da Charles de Gaulle. Nel 1886 il piccolo regno di Tavolara divenne una repubblica ed introdusse il suffragio femminile. Tuttavia, nel 1899 la monarchia fu ristabilita ed il regno fu qualche anno dopo annesso dall'Italia. La colonia di Franceville, dichiarando l'indipendenza nel 1889, divenne la prima nazione ad introdurre il suffragio universale senza distinzione di sesso o colore, tuttavia, essa tornò presto sotto il dominio coloniale di Francia e Regno Unito.
Il suffragio femminile illimitato in termini di diritti di voto (alle donne inizialmente non fu permesso di presentarsi come candidate alle elezioni) in una colonia autogovernantesi fu concesso dalla Nuova Zelanda nei primi anni novanta del XIX secolo. A seguito di un movimento condotto da Kate Sheppard, la legge per il suffragio femminile fu adottata appena qualche mese prima delle elezioni generali del 1893.
La colonia autogovernantesi dell'Australia Meridionale concesse alle donne nel 1885 sia il suffragio universale che il diritto di presentarsi come candidate al parlamento coloniale. Il Commonwealth d'Australia garantì questo stato di cose per le donne alle elezioni federali dal 1902 (tranne le donne aborigene). Il primo paese europeo ad introdurre il suffragio femminile fu il Granducato di Finlandia. Le riforme amministrative successive all'insurrezione del 1905 riconobbero alle donne finlandesi il diritto di voto (suffragio universale e egualitario) e l'elettorato passivo; in occasione delle elezioni del 1907 furono elette 19 parlamentari, le prime donne al mondo a ricoprire una carica istituzionale elettiva.
Negli anni precedenti la prima guerra mondiale, la Norvegia (1913) e la Danimarca diedero anch'esse il voto alle donne, ed esso venne esteso a tutti gli altri stati dell'Australia. La Repubblica Socialista Federativa Sovietica Russa concesse il diritto nel 1918, così come il Canada (tranne il Québec, dove esso venne posposto al 1940). Le donne britanniche di oltre 30 anni d'età e tutte le donne tedesche e polacche ebbero il voto nel 1918, le donne olandesi nel 1919, e alle donne statunitensi, negli stati che precedentemente avevano rifiutato il suffragio, esso fu concesso nel 1920. Le donne in Turchia ebbero il diritto di voto nel 1926. Nel 1928 il suffragio fu esteso a tutte le donne britanniche con gli stessi diritti degli uomini, cioè, a tutte le persone con almeno 21 anni d'età, senza distinzione di sesso. Una delle più recenti giurisdizioni a concedere alle donne uguali diritti è stato il Bhutan nel 2008.
In Italia il suffragio universale venne istituito dall'effimera Repubblica Romana del 1849: non venne escluso il voto alle donne, che però ne restarono fuori per consuetudine. Furono fatti diversi tentativi di introduzione tra il 1861 e il 1919. Il voto femminile fu altresì legittimato nel 1920, durante la Reggenza italiana del Carnaro, la città stato di breve durata fondata da Gabriele D'Annunzio a Fiume. Nel 1925 una legge fascista concesse il suffragio femminile nelle sole elezioni amministrative, che verranno però abolite nel 1926, senza che la norma avesse applicazione. Nel 1944 le donne ebbero diritto al voto, se capofamiglia, fatto per niente raro all'epoca dei fatti, nella Repubblica partigiana della Carnia. Il governo del Regno d'Italia introdusse il suffragio femminile col decreto legislativo luogotenenziale 23 del 1º febbraio 1945. Le donne parteciparono alle elezioni amministrative del 1946, che si tennero a partire dal mese di marzo. Il 2 giugno 1946 avvenne il primo voto su scala nazionale, al referendum istituzionale che sancì la nascita della Repubblica Italiana e alle contemporanee elezioni politiche dell'Assemblea costituente.

## Movimenti pro-suffragio
Nessun movimento pro-suffragio fu così ampio da comprendere uomini e donne. Una grossa suddivisione, specialmente in Gran Bretagna, fu tra suffragisti, che cercavano una via costituzionale al mutamento, e le suffragette, che erano invece più militanti. Esisteva anche una diversità di vedute sul "posto della donna". Alcuni che portavano avanti campagne a favore del suffragio femminile, ritenevano che le donne fossero naturalmente più buone, gentili e più comprensive verso i membri più deboli della società, specialmente i bambini. si riteneva spesso che le donne votanti potessero esercitare un potere civilizzante sulla politica e tendessero a sostenere il controllo sull'alcol, per esempio. Si riteneva che benché il posto della donna fosse in casa, ella potesse influenzare le leggi che avevano effetto su quella casa. Altri fautori di queste campagne ritenevano che uomini e donne dovessero essere uguali sotto ogni aspetto e che non esistesse il cosiddetto "ruolo naturale" delle donne.
Esistevano altresì differenze d'opinione circa gli altri votanti. Alcuni propugnatori di campagne sociali ritenevano che tutti gli adulti avessero diritto al voto, ricchi e poveri, maschi e femmine, e indipendentemente dalla razza. Altri vedevano il suffragio femminile come un modo di cancellare i voti delle classi basse e dei non-bianchi. Il più attuale movimento attivo a favore del suffragio femminile opera in Arabia Saudita. L'argomento si intreccia con il complesso ruolo delle donne saudite moderne. (Vedi Diritti delle donne in Arabia Saudita)

## Storia del suffragio nei diversi continenti

### Africa

#### Egitto
In Egitto il suffragio femminile venne supportato nel 1956 dall'allora presidente Gamal Abdel-Nasser. Il voto era stato negato in precedenza nel periodo dell'occupazione britannica.

#### Sierra Leone
Una delle prime occasioni durante le quali venne concesso alle donne di votare fu il Nova Scotian settlers a Freetown. Nelle elezioni del 1792, tutte le capofamiglia potevano votare e un terzo di queste erano di etnia africana. Le donne conquistarono il diritto di voto in Sierra Leone nel 1930.

#### Sudafrica
La franchigia fu estesa alle donne bianche dai 21 anni in su dal Women's Enfranchisement Act, 1930. Le prime elezioni generali nelle quali alle donne fu concesso di votare si svolsero nel 1933. In quell'occasione Leila Reitz (moglie di Deneys Reitz) fu la prima donna ad essere eletta Membro del Parlamento, rappresentando Parktown per il South African Party. Il diritto al voto degli uomini di colore era molto limitato a Cape Province e Natal (Transvaal e Orange Free State negavano del tutto il diritto di voto sia agli uomini di colore sia ai bianchi stranieri). Queste limitazioni non erano estese alle donne, e furono progressivamente eliminate fra il 1936 e il 1968.
Il diritto di voto per l'Assemblea legislativa del Transkei, istituito nel 1963 per il Transkei bantustan, fu concesso a tutti i cittadini adulti del Transkei, comprese le donne. Disposizioni analoghe sono state messe in atto per le assemblee legislative create per altri bantustan. Tutti i cittadini adulti di colore potevano votare per il Coloured Persons Representative Council, istituito nel 1968 con poteri legislativi limitati; il consiglio fu tuttavia abolito nel 1980. Allo stesso modo, tutti i cittadini indiani adulti avevano diritto a votare per il South African Indian Council nel 1981. Nel 1984 fu istituito il Parlamento Tricamerale e il diritto di voto per la Camera dei Rappresentanti e la Camera dei Delegati era concesso a tutti i cittadini adulti di colore e a tutti gli indiani, rispettivamente.
Nel 1994 i bantustan e il Parlamento Tricamerale furono aboliti e il diritto di voto per l'Assemblea nazionale fu concesso a tutti i cittadini adulti.

#### Rhodesia Meridionale
Le donne bianche della Rhodesia meridionale ottennero il voto nel 1919 e Ethel Tawse Jollie (1875–1950) fu eletta nella legislatura della Rhodesia meridionale nel 1920-1928, la prima donna a sedere in un parlamento del Commonwealth nazionale fuori da Westminster. L'afflusso di donne coloni dalla Gran Bretagna si rivelò un fattore decisivo nel referendum del 1922 che ha respinto l'annessione di un Sudafrica sempre più sotto il dominio dei tradizionalisti nazionalisti Afrikaner a favore della "Rhodesian Home Rule" o "governo responsabile". I maschi di colore di Rhodesia si sono qualificati per il voto nel 1923 (basato solo su proprietà, beni, reddito e alfabetizzazione). Non è chiaro quando la prima donna di colore si è qualificata per il voto.

### Asia

#### Afghanistan
Le donne hanno avuto diritto di voto in Afghanistan dal 1965 (tranne durante il dominio talebano, 1996-2001, quando non si tenevano le elezioni). Le donne sono state meno partecipi durante le votazioni in parte perché inconsapevoli del loro diritto di voto. Nelle elezioni del 2014, il presidente eletto dell'Afghanistan si è impegnato a garantire alle donne pari diritti.

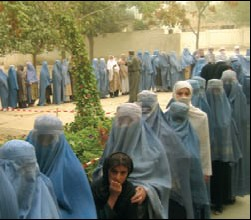
Donne che votano a Kabul alle prime elezioni presidenziali (ottobre 2004) nella storia afgana

#### Bangladesh
Il Bangladesh è stato provincia del Bengala in India fino al 1947, per poi diventare parte del Pakistan. È diventata una nazione indipendente nel 1971. Le donne hanno ottenuto il suffragio nel 1947 e da allora hanno un posto riservato in parlamento. Il Bangladesh è degno di nota in quanto dal 1991 due donne, vale a dire Sheikh Hasina e Khaleda Zia, hanno continuato a ricoprire l'incarico di Primo Ministro del paese. Le donne hanno tradizionalmente svolto un ruolo minimo in politica al di là dell'anomalia dei due leader; poche concorrevano contro gli uomini alle elezioni e pertanto poche sono state elette ministri. Di recente, tuttavia, le donne sono diventate più attive in politica, con diversi importanti incarichi ministeriali assegnati a donne e la loro partecipazione alle elezioni nazionali, distrettuali e comunali contro gli uomini, riportando diverse vittorie. Choudhury e Hasanuzzaman sostengono che le forti tradizioni patriarcali del Bangladesh spiegano perché le donne sono così riluttanti a farsi avanti in politica.

#### India
Alle donne in India fu concesso di votare fin dalle prime elezioni generali dopo l'indipendenza dell'India nel 1947. Durante il dominio britannico il diritto di voto era stato concesso alle donne soltanto in limitati contesti. L'Associazione delle donne indiane (WIA) è stata fondata nel 1917. Ha lottato per far ottenere alle donne il diritto di ricoprire cariche legislative sulla stessa base degli uomini. Queste posizioni sono state approvate dal principale gruppo politico, l'Indian National Congress. Le femministe britanniche e indiane si unirono nel 1918 per pubblicare una rivista chiamata Stri Dharma che presentava notizie internazionali da una prospettiva femminista. Nel 1919, nelle riforme di Montagu – Chelmsford, gli inglesi istituirono legislature provinciali che avevano il potere di concedere il suffragio femminile. Madras nel 1921 concesse il diritto di voto alle donne ricche e istruite, alle stesse condizioni degli uomini. Seguirono le altre province, ma non gli stati principeschi (che non avevano neppure il voto per gli uomini, essendo monarchie). Nella provincia del Bengala, l'assemblea provinciale lo respinse nel 1921, ma un'intensa campagna portò alla vittoria quello stesso anno. Il successo nel Bengala dipese dalle donne indiane della classe media, emerse da un'élite urbana in rapida crescita. Esse collegarono la loro crociata a un'agenda nazionalista moderata, mostrando come si potesse partecipare pienamente alla costruzione della nazione avendo il potere di voto. Nel farlo, evitarono accuratamente di attaccare i ruoli di genere tradizionali sostenendo che le tradizioni potrebbero coesistere con la modernizzazione politica.
Mentre le donne facoltose e istruite di Madras hanno ottenuto il diritto di voto nel 1921, nel Punjab i Sikh hanno concesso alle donne pari diritti di voto nel 1925, indipendentemente dal loro titolo di studio o dal fatto di essere ricche o meno. Ciò accadde con l'approvazione della Legge Gurdwara. La bozza originale del Gurdwara Act inviata dagli inglesi al Comitato Sharomani Gurdwara Prabhandak (SGPC) non includeva le donne Sikh, ma i Sikh inserirono la clausola senza che le donne dovessero chiederla. L'uguaglianza delle donne con gli uomini è sancita dal Guru Granth Sahib, la sacra scrittura della fede Sikh.
Nel Government of India Act del 1935, il British Raj istituì un sistema di seggi separati per le donne, cosa alla quale la maggior parte delle leader si oppose. Nel 1931 il Congresso promise un'unione quando salì al potere e rispettò la sua promessa, promulgando uguali diritti di voto per uomini e donne nel 1947.

#### Indonesia
L'Indonesia concesse alle donne il diritto di voto per i consigli comunali nel 1905. Solo gli uomini che sapevano leggere e scrivere potevano votare, escludendo in questo modo molti uomini non europei. All'epoca, il tasso di alfabetizzazione per gli uomini era dell'11% e per le donne del 2%. Il gruppo principale che premette per il suffragio femminile in Indonesia fu il Dutch Vereeninging voor Vrouwenkiesrecht (VVV-Women's Suffrage Association), fondato nei Paesi Bassi nel 1894. VVV cercò di attirare membri indonesiani, ma ebbe un successo molto limitato perché i leader dell'organizzazione avevano poca abilità nel relazionarsi anche con la classe istruita. Nel 1918 fu formato il primo organo rappresentativo nazionale, il Volksraad, che escludeva ancora le donne dal voto. Nel 1935, l'amministrazione coloniale usò il suo potere di nomina per nominare una donna europea al Volksraad. Nel 1938, le donne ottennero il diritto di essere elette nelle istituzioni rappresentative urbane, il che portò alcune donne indonesiane ed europee ad entrare nei consigli comunali. Alla fine, solo le donne e i consigli comunali europei potevano votare, escludendo tutte le altre donne e i consigli locali. Nel settembre del 1941, il Volksraad estese il voto alle donne di tutte le etnie. Infine, nel novembre del 1941, il diritto di voto per i consigli comunali fu concesso a tutte le donne su una base analoga agli uomini (ovvero basato sui titoli di proprietà e titoli di studio).

#### Iran
Un referendum del gennaio 1963 approvato in modo schiacciante dagli elettori conferì alle donne il diritto di voto, un diritto precedentemente negato loro in virtù della Costituzione iraniana del 1906, capitolo 2, Articolo 3.

#### Israele
Le donne hanno avuto pieno suffragio sin dalla proclamazione dello Stato di Israele nel 1948.
La prima donna ad essere eletta Primo Ministro di Israele fu Golda Meir nel 1969.

#### Giappone

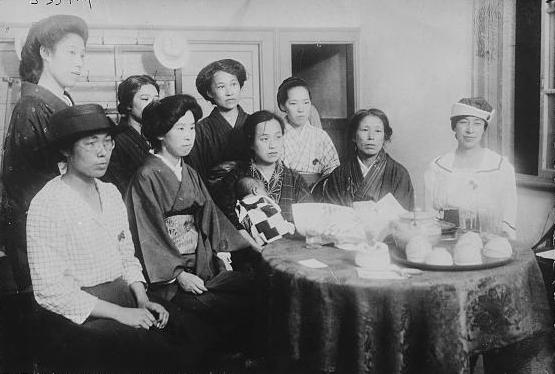
Incontro sui diritti delle donne a Tokyo, per spingere il suffragio femminile

Sebbene alle donne fosse permesso di votare in alcune prefetture già nel 1880, il suffragio femminile fu emanato a livello nazionale nel 1945.

#### Corea
Le donne della Corea del Sud ottennero il diritto di voto nel 1948.

#### Kuwait
Quando il voto fu introdotto per la prima volta in Kuwait nel 1985, le donne vi potevano prendere parte. Il diritto di voto fu poi temporaneamente rimosso, per essere ripristinato definitivamente nel Maggio del 2005 dal Parlamento Kuwaiti.

#### Pakistan

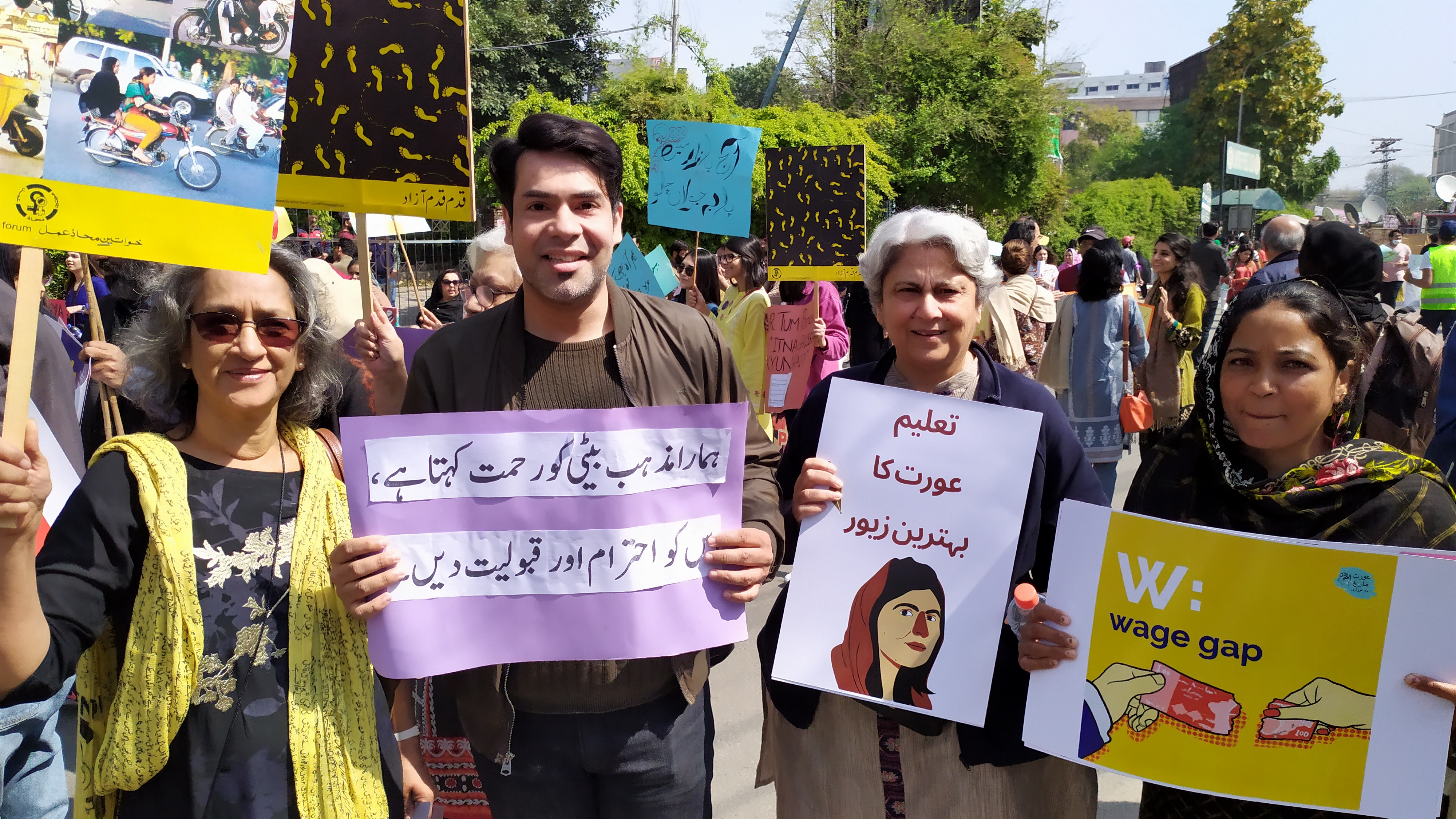
2020 Aurat March (Marcia delle donne) in Pakistan in occasione della Giornata internazionale della donna

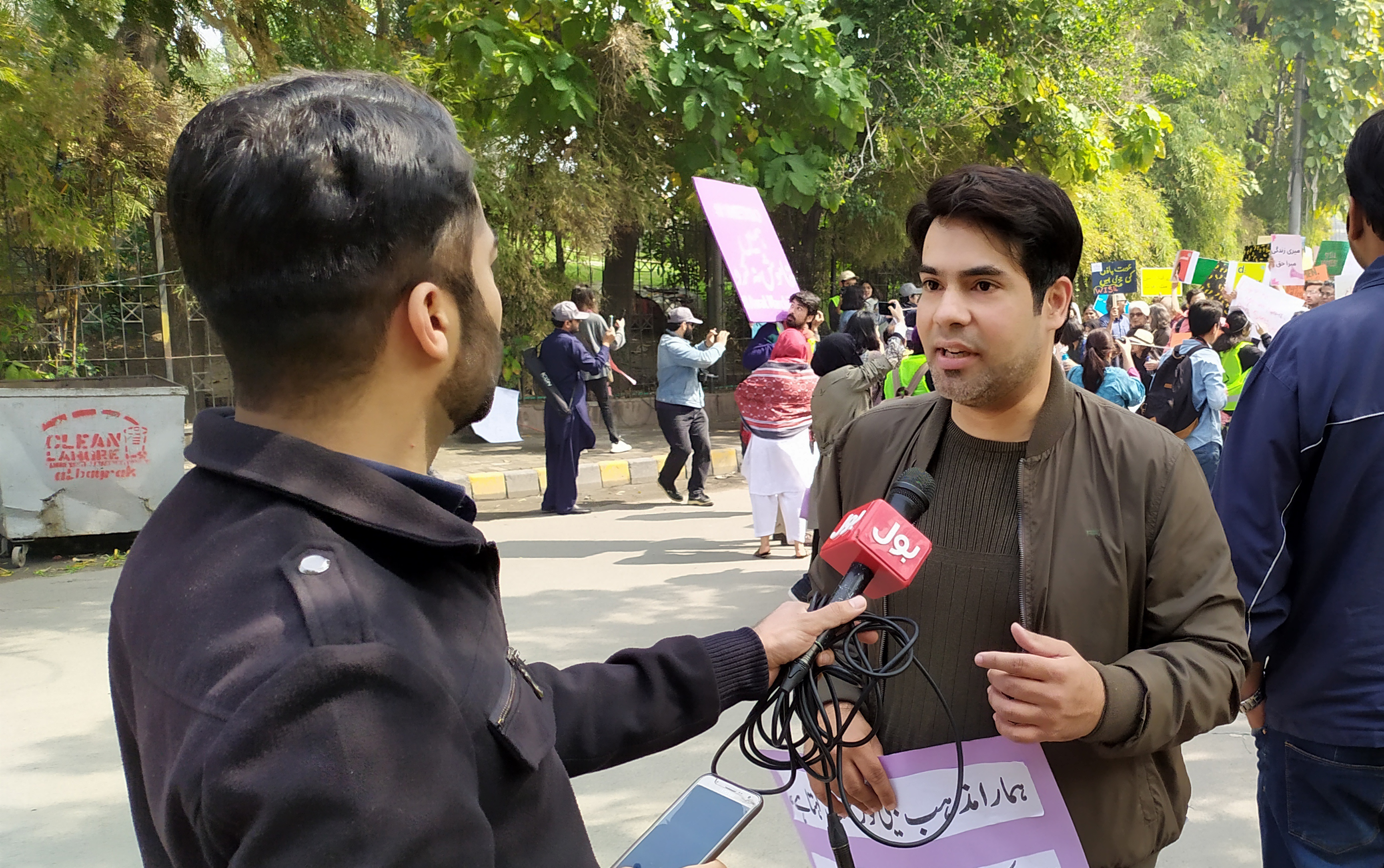
Farhan Wilayat Butt (filantropo e attivista sociale pakistano) alla marcia per le donne nel 2020 fuori dal Lahore Press Club, in Pakistan nella Giornata internazionale della donna

Il Pakistan fece parte del British Raj fino al 1947, quando ottenne l'indipendenza. Le donne ricevettero il pieno suffragio nel 1947. Le donne leader musulmane di tutte le classi sostenevano attivamente il movimento pakistano nella metà degli anni '40, anche tramite l'organizzazione di manifestazioni pubbliche su larga scala. Il movimento era guidato da mogli e altri parenti di importanti politici. Nel novembre 1988, Benazir Bhutto divenne la prima donna musulmana ad essere eletta Primo Ministro di un paese musulmano.
La prima Aurat March (Marcia delle donne) si è tenuta in Pakistan l'8 marzo 2018 (nella città di Karachi). Nel 2019 ne è stata organizzata una a Lahore e Karachi da un collettivo femminile chiamato Hum Auratein (We the Women), e in altre parti del paese, tra cui Islamabad, Hyderabad, Quetta, Mardan e Faislabad, dal fronte democratico femminile (WDF), Women Action Forum (WAF) e altri. La marcia è stata approvata dalla Lady Health Workers Association e ha incluso rappresentanti di diverse organizzazioni per i diritti delle donne. La marcia aveva come scopo richiedere una maggiore responsabilità riguardo alla violenza contro le donne e al sostegno alle donne che subiscono violenze e molestie da parte delle forze di sicurezza, negli spazi pubblici, a casa e sul posto di lavoro. I rapporti suggeriscono che sempre più donne si affrettarono ad unirsi alla marcia, fino a quando la folla fu dispersa. Le donne (così come gli uomini) portavano poster con frasi come "Le donne sono esseri umani, non onore", che divenne un grido di battaglia.

#### Filippine

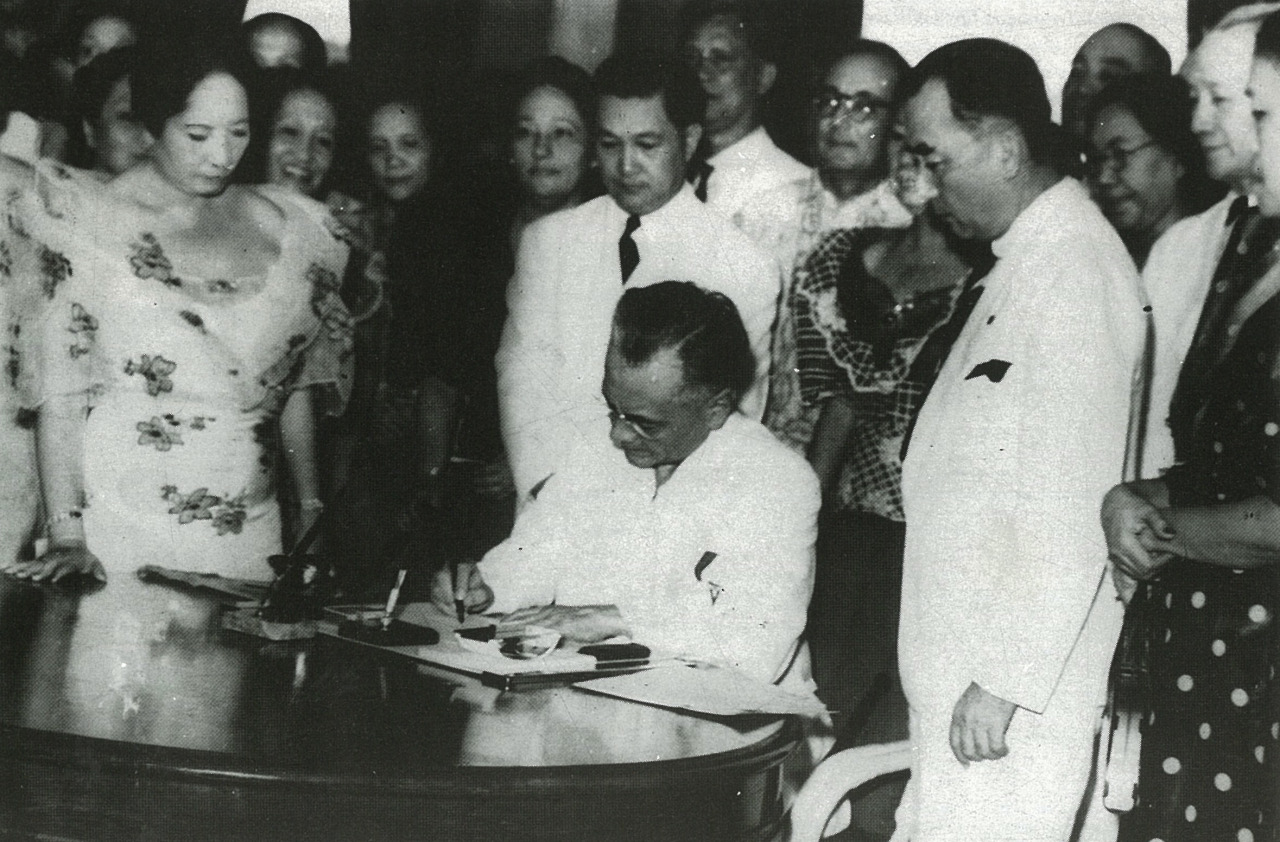
Il Presidente filippino Manuel Quezón firmando il disegno di legge del suffragio femminile in seguito al plebiscito del 1937

Le Filippine sono state uno dei primi paesi in Asia a garantire alle donne il diritto di voto. Il suffragio nelle Filippine fu raggiunto a seguito di un plebiscito speciale per sole donne tenutosi il 30 aprile 1937, durante il quale 447.725 di esse - circa il novanta per cento - votarono a favore del suffragio femminile contro 44.307 che votarono contro. In conformità con la Costituzione del 1935, l'Assemblea nazionale approvò una legge che estendeva il diritto di suffragio alle donne, che rimane fino ai giorni nostri.

#### Arabia Saudita
Alla fine del settembre 2011, il re Abdullah bin Abdulaziz al-Saud dichiarò che le donne sarebbero state in grado di votare e candidarsi per la carica a partire dal 2015. Ciò valeva per i consigli municipali, che sono gli unici organi semi-eletti del regno, i quali hanno pochi poteri e la metà dei seggi è elettiva. Le elezioni del consiglio si svolgevano già dal 2005, ma è proprio dal dicembre 2015 che le donne saudite hanno avuto la possibilità di votare e concorrere per le cariche e in quella stessa occasione Salma Biz Hizab al-Oteibi è diventata la prima donna eletta in Arabia Saudita, ottenendo un seggio nel consiglio di Madrakah nella provincia della Mecca. In tutto furono venti le donne elette nei consigli municipali durante quelle elezioni.
Il re dichiarò anche che le donne avrebbero potuto essere nominate nel Consiglio della Shura, un organo non eletto che emetteva pareri consultivi sulla politica nazionale. "Questa è una grande notizia", disse al riguardo la scrittrice saudita e attivista per i diritti delle donne Wajeha al-Huwaider. "Le voci delle donne saranno finalmente ascoltate. Ora è il momento di rimuovere altre barriere come il divieto per le donne di guidare e non poter vivere una vita normale senza tutori maschi." Robert Lacey, autore di due libri sull'Arabia Saudita, ha detto "Questo è il primo discorso positivo e progressivo al di fuori del governo dalla primavera araba... Prima gli avvertimenti, poi i pagamenti, ora gli inizi di una solida riforma". Il re fece l'annuncio in un discorso di cinque minuti al Consiglio Shura. Nel gennaio 2013, il re Abdullah ha emesso due decreti reali, concedendo alle donne trenta seggi nel consiglio e affermando che le donne devono sempre tenere almeno un quinto dei seggi nel consiglio. Secondo i decreti, le donne membri del consiglio devono essere "impegnate nelle discipline islamiche della Shariah senza alcuna violazione" ed essere "moderate dal velo religioso". I decreti dicevano anche che i membri del consiglio femminile sarebbero entrati nell'edificio del consiglio da cancelli speciali, si sarebbero seduti in posti riservati alle donne e avrebbero pregato in luoghi di culto speciali. In precedenza, i funzionari hanno affermato che uno schermo avrebbe separato i sessi e una rete di comunicazione interna avrebbe consentito a uomini e donne di comunicare. Le donne hanno aderito per la prima volta al consiglio nel 2013, occupando trenta seggi, due dei quali occupati da due donne reali saudite, Sara bint Faisal Al Saud e Moudi bint Khalid Al Saud. Inoltre, nel 2013 tre donne sono state nominate vicepresidenti di tre commissioni: Thurayya Obeid è stata nominata vicepresidente della commissione per i diritti umani e le petizioni, Zainab Abu Talib, vicepresidente della commissione per l'informazione e la cultura, e Lubna Al Ansari vicepresidente della commissione per la salute e l'ambiente.

#### Sri Lanka
Nel 1931 lo Sri Lanka (a quel tempo Ceylon) divenne uno dei primi paesi asiatici a consentire il diritto di voto alle donne di età superiore ai 21 anni senza alcuna restrizione. Da allora, le donne hanno goduto di una presenza significativa nell'arena politica dello Sri Lanka. Il culmine di questa condizione favorevole per le donne sono state le elezioni generali del luglio 1960, in cui Ceylon ha eletto come Primo Ministro Sirimavo Bandaranaike, la prima donna a capo del governo eletta democraticamente al mondo. Anche sua figlia, Chandrika Kumaratunga, divenne Primo Ministro più tardi nel 1994, e lo stesso anno fu eletta Presidente Esecutivo dello Sri Lanka, rendendola la quarta donna al mondo ad essere eletta Presidente e la prima Presidente Esecutiva.

### Europa
In Europa, gli ultimi paesi a emanare il suffragio femminile furono la Svizzera e il Liechtenstein. In Svizzera, le donne ottennero il diritto di voto alle elezioni federali del 1971; ma nel Canton Appenzello Interno le donne ottennero il diritto di voto sulle problematiche locali solo nel 1991, quando il cantone fu costretto a concederlo dalla Corte Suprema Federale Svizzera.  In Liechtenstein, le donne hanno ricevuto il diritto di voto grazie al referendum sul suffragio femminile del 1984. Tre referendum precedenti, tenutisi nel 1968, 1971 e 1973, non erano riusciti a garantire il diritto di voto delle donne.

#### Austria
Solo dopo il crollo della monarchia asburgica l'Austria avrebbe concesso il diritto generale, uguale, diretto e segreto di votare a tutti i cittadini, indipendentemente dal sesso, attraverso la modifica del codice elettorale nel dicembre 1918.  Le prime elezioni alle quali parteciparono le donne furono quelle dell'Assemblea costituente del febbraio 1919.

#### Azerbaigian
I diritti di voto universali furono riconosciuti in Azerbaigian nel 1918 dalla Repubblica Democratica dell'Azerbaigian.

#### Belgio
Una revisione della costituzione nell'ottobre 1921 (ha modificato l'articolo 47 della Costituzione del Belgio del 1831) ha introdotto il diritto generale di voto secondo il principio "un uomo, un voto". Art. 47 permise alle vedove della prima guerra mondiale di votare anche a livello nazionale.  L'introduzione del suffragio femminile era già all'ordine del giorno all'epoca, mediante l'inclusione di un articolo nella costituzione che consentiva l'approvazione del suffragio femminile per legge speciale (il che significava che era necessaria una maggioranza di 2/3).  Ciò accadde nel marzo del 1948. In Belgio, il voto è obbligatorio.

#### Bulgaria
La Bulgaria fu liberata dal dominio ottomano nel 1878. Sebbene la prima costituzione adottata, la Costituzione di Tarnovo (1879), garantisse alle donne pari diritti elettorali, in realtà alle donne non era permesso votare ed essere elette. l'Unione delle donne bulgare era un'organizzazione ombrello delle 27 organizzazioni femminili locali istituite in Bulgaria dal 1878. Fu fondata come risposta ai limiti dell'educazione delle donne e dell'accesso agli studi universitari negli anni 1890, con l'obiettivo di promuovere lo sviluppo intellettuale delle donne e la loro partecipazione, organizzando congressi nazionali e usando il giornale Zhenski glas come organo. Tuttavia, hanno un successo limitato e alle donne è stato permesso di votare e di essere elette solo dopo, quando fu stabilito il dominio comunista.

#### Repubblica Ceca
Nell'ex Boemia, le donne che pagavano le tasse e le donne che svolgevano una professione potevano votare per procura e furono ammesse all'organo legislativo nel 1864. La prima deputata ceca fu eletta alla Dieta della Boemia nel 1912. La Dichiarazione di Indipendenza della Nazione Cecoslovacca del 18 ottobre 1918 dichiarava che "La nostra democrazia si baserà sul suffragio universale. Le donne saranno poste su un piano di parità con gli uomini, politicamente, socialmente e culturalmente ” e le donne furono nominate all'Assemblea nazionale rivoluzionaria (parlamento) il 13 novembre 1918. Il 15 giugno 1919, le donne votarono per le elezioni locali per la prima volta. Nel febbraio 1920 la Costituzione della Repubblica Cecoslovacca del 1920 garantiva alle donne pari diritti di voto e per la prima volta, nell'aprile 1920, furono in grado di votare per il parlamento.

#### Danimarca
In Danimarca, la Dansk Kvindesamfund (Società danese delle donne, DK) ha discusso e sostenuto informalmente il suffragio femminile dal 1884, ma non lo ha supportato pubblicamente fino al 1887, quando ha appoggiato la proposta del parlamentare Fredrik Bajer di concedere il suffragio municipale alle donne. Nel 1886, in risposta all'atteggiamento del DK, percepito come troppo cauto nella questione del suffragio femminile, Matilde Bajer fondò la Kvindelig Fremskridtsforening (o KF, 1886–1904) per occuparsi esclusivamente del diritto al suffragio, sia nelle elezioni comunali che nazionali, e nel 1887, le donne danesi chiedevano pubblicamente il diritto al suffragio femminile per la prima volta attraverso la KF. Tuttavia non fu data piena attenzione alla questione del suffragio femminile, poiché la KF era molto coinvolta nella lotta ai diritti dei lavoratori e nell'attività pacifista. Questo portò alla creazione di un movimento di suffragio strettamente femminile Kvindevalgretsforeningen (1889-1897).  Nel 1890, la KF e la Kvindevalgretsforeningen si unirono ai cinque sindacati delle lavoratrici per fondare il De samlede Kvindeforeningere e tramite questo nuovo corpo fu organizzata una campagna di suffragio femminile attiva attraverso agitazioni e dimostrazioni.
Nel 1893, dopo essere stato accolto da una resistenza compatta, il movimento di suffragio danese cessò quasi completamente, con la dissoluzione del De samlede Kvindeforeninger.
Nel 1898 fu fondata un'organizzazione ombrello, la Danske Kvindeforeningers Valgretsforbund o DKV, che divenne parte dell'International Woman Suffrage Alliance (IWSA).  Nel 1907, il Landsforbundet per Kvinders Valgret (LKV) fu fondato da Elna Munch, Johanne Rambusch e Marie Hjelmer in risposta a quello che consideravano l'atteggiamento troppo attento della Danish Women's Society. L'LKV è nato da un'associazione di suffragio locale a Copenaghen e, come il suo rivale DKV, ha organizzato con successo altre associazioni locali di questo tipo a livello nazionale.
Le donne ottennero il diritto di voto alle elezioni comunali il 20 aprile 1908. Tuttavia, fu solo il 5 giugno 1915 che poterono votare alle elezioni del Rigsdag.

#### Estonia
L'Estonia ottenne l'indipendenza nel 1918 con la Guerra di Indipendenza Estone. Tuttavia, le prime elezioni ufficiali si svolsero nel 1917. Queste furono le elezioni del consiglio temporaneo (Maapäev), che governò l'Estonia dal 1917 al 1919. Da allora, le donne hanno avuto il diritto di voto.
Le elezioni parlamentari si svolsero nel 1920. Dopo le elezioni, due donne entrarono in parlamento: l'insegnante di storia Emma Asson e la giornalista Alma Ostra-Oinas. Il parlamento estone si chiamava Riigikogu e durante la Prima Repubblica di Estonia aveva 100 seggi.

#### Finlandia
L'area geografica, che nel 1809 divenne la Finlandia, fu per oltre seicento anni territorio provinciale del Regno di Svezia. Pertanto, alle donne in Finlandia fu permesso di votare nel periodo dell'Età della Libertà svedese (1718-1772), durante il quale fu concesso il suffragio condizionale ai membri femminili delle (gilde) che pagavano le tasse. Tuttavia, questo diritto fu contrastato. Sembra che il suffragio femminile fosse avversato in alcune parti del regno: a Vaasa, ci fu un'opposizione contro le donne che in città partecipavano a discussioni su questioni politiche, in quanto quello non era considerato il ruolo adatto a loro. Quando a Turku nel 1771, Anna Elisabeth Baere e altre due donne avviarono una petizione per poter votare, non ricevettero l'autorizzazione dai funzionari della città.
Lo stato che precedette la Finlandia moderna, il Granducato di Finlandia, fu parte dell'Impero russo dal 1809 al 1917 e godette di un alto grado di autonomia. Nel 1863, alle donne che pagavano le tasse, venne concesso il suffragio comunale nella campagna e, nel 1872, la stessa riforma venne estesa alle città. Nel 1906, divenne il primo paese al mondo ad applicare il suffragio universale, in quanto anche le donne poterono candidarsi. Durante le elezioni parlamentari in Finlandia del 1907, su duecento parlamentari, vennero elette diciannove donne (tra le quali Lucina Hagman), le prime donne parlamentari al mondo.

#### Francia
L'ordinanza del Comitato francese di liberazione del 21 aprile 1944, confermata nell'ottobre 1944 dal governo provvisorio francese, estese il suffragio alle donne francesi. Le prime elezioni con partecipazione femminile furono le elezioni municipali del 29 aprile 1945 e le elezioni legislative del 21 ottobre 1945. Le donne "musulmane indigene" in Algeria francese, nota anche come Algeria coloniale, dovettero attendere il Decreto del 3 luglio 1958. Sebbene diversi paesi abbiano iniziato ad estendere il suffragio alle donne dalla fine del XIX secolo, la Francia è stata uno degli ultimi paesi a farlo in Europa. In effetti, il Codice napoleonico dichiarava l'incapacità giuridica e politica delle donne bloccando tutti i tentativi di concedere alle donne diritti politici.

Le prime affermazioni femministe sul voto iniziarono ad emergere durante la Rivoluzione francese nel 1789. Condorcet espresse il suo sostegno al diritto di voto delle donne in un articolo pubblicato sul Journal de la Société del 1789, ma il suo progetto fallì. Jacques Godechoot ha sostenuto che Maximilien de Robespierre si pronunciò a favore del voto alle donne al tempo dell'Assemblea Nazionale costituente, ma altri sostengono il contrario, e la posizione del capo rivoluzionario rimane ambigua. Sostenitrice del suffragio femminile durante la rivoluzione furono la moderata Olympe de Gouges, in ambito di suffragio censitario, che fu ghigliottinata. Le radicali vicine all'ideologia giacobina-montagnarda ed Enragé della Società delle repubblicane rivoluzionarie, guidata da diverse attiviste sanculotte come Claire Lacombe, un'attrice appartenente al Club dei Cordiglieri, chiesero più volte, con petizioni e interventi alla tribuna, alla Convenzione nazionale di istituire il suffragio femminile universale tra il 1793 e il 1794. A causa della vicinanza della Società agli hebertisti e agli Arrabbiati, e della Gouges ai girondini, queste figure entrarono in conflitto sia con il Club dei Giacobini sia con esponenti maschilisti del gruppo hebertista come Pierre-Gaspard Chaumette, facendo fallire questi progetti. L'articolo 28 della seconda parte ("Atto costituzionale") della mai entrata in vigore Costituzione francese del 1793 recita comunque (benché l'articolo 4 nomini "ogni uomo", nella prassi anche le donne erano chiamate "cittadine"), senza fare distinzione di sesso: 

Nella prima parte, la seconda versione della Dichiarazione dei diritti dell'uomo e del cittadino, si legge: 
(Articolo 3)
(Articolo 5)
Nell'ambito di un suffragio a più livelli e corporativo-famigliare, il pretendente monarchico Enrico d'Artois presentò nel 1871 una proposta di Costituzione che includeva il suffragio femminile non censitario.
Dalla prima guerra mondiale, le donne francesi continuarono a chiedere diritti politici e, nonostante la Camera dei Deputati fosse favorevole, il Senato rifiutò continuamente di analizzare la proposta di legge.  Sorprendentemente, la sinistra politica, che generalmente era grande sostenitrice dell'emancipazione delle donne, si è ripetutamente opposta al diritto di voto per le donne perché avrebbero sostenuto posizioni conservatrici. Non a caso un sostenitore deciso del voto alle donne con suffragio universale 1919 fu il leader di estrema destra Charles Maurras. È solo dopo la Seconda Guerra Mondiale che alle donne vennero concessi diritti politici al pari degli uomini.

#### Georgia
Dopo la sua dichiarazione di indipendenza il 26 maggio 1918, a seguito della Rivoluzione Russa, la Repubblica Democratica della Georgia estese il suffragio alle sue donne. Le donne della Georgia hanno esercitato per la prima volta il loro diritto di voto alle elezioni legislative del 1919.

#### Germania
Alle donne fu concesso il diritto di voto e di essere elette dal 12 novembre 1918.

#### Grecia
La Grecia aveva avuto il suffragio universale dalla sua indipendenza nel 1832, ma ha escluso le donne. La prima proposta di concedere il diritto di voto alle donne greche fu fatta da un membro del parlamento il 19 maggio 1922, sostenuto dall'allora Primo Ministro Dimitrios Gounaris, durante una convenzione costituzionale.  Quando è stata presentata per la prima volta, la proposta ha raccolto una limitata maggioranza dei presenti, ma non è riuscita a ottenere l'ampio sostegno dell'80% necessario per aggiungerla alla costituzione.  Nel 1925 ricominciarono le consultazioni e fu approvata una legge che consentiva alle donne il diritto di voto alle elezioni locali, a condizione che avessero 30 anni e che avessero frequentato almeno l'istruzione primaria.
La legge non è stata applicata, fino a quando i movimenti femministi all'interno del servizio civile non fecero pressioni sul governo al fine di imporla nel dicembre 1927 e marzo 1929.  Alle donne fu permesso di votare per la prima volta, a livello locale, per le elezioni di Salonicco, il 14 dicembre 1930, dove 240 donne esercitarono il loro diritto di voto.  L'affluenza delle donne rimase bassa, circa 15.000 presenze alle elezioni nazionali locali del 1934, nonostante le donne rappresentassero una stretta maggioranza di una popolazione di 6,8 milioni.  Le donne non potevano candidarsi alle elezioni, nonostante il ministro dell'Interno Ioannis Rallis  avesse avanzato una proposta per renderlo possibile. Rallis fu per questo contestato in tribunale. I tribunali avevano stabilito che la legge attribuiva alle donne solo " un diritto di voto limitato" ed eliminò tutte le liste in cui erano state proposte donne come candidate per i consigli locali.
La misoginia era dilagante in quell'epoca: si dice che Emmanuel Rhoides avesse affermato che "due professioni sono adatte alle donne: casalinga e prostituta".
A livello nazionale, le donne sopra i 18 anni votarono per la prima volta nell'aprile 1944 per il Consiglio nazionale, un organo legislativo istituito dal Fronte di Liberazione Nazionale. Alla fine, le donne ottennero il diritto legale di votare e di candidarsi per le elezioni solo il 28 maggio 1952.
Nel 1953 Eleni Skoura, ancora una volta da Salonicco, divenne la prima donna eletta all'interno del Parlamento Ellenico, con il partito greco conservatore Raggruppamento Ellenico, quando vinse un'elezione contro un'altra donna avversaria.  Le donne furono finalmente in grado di partecipare alle elezioni del 1956, con altre due donne che diventarono deputate al Parlamento: Lina Tsaldari, moglie dell'ex primo ministro Panagis Tsaldaris, ottenne il maggior numero di voti di qualsiasi altro candidato nel paese e divenne la prima donna ministro in Grecia sotto il governo conservatore della National Radical Union di Konstantinos Karamanlis.
La prima donna a guidare un grande partito politico è stata Aleka Papariga, segretario generale del Partito Comunista greco dal 1991 al 2013. Nessuna donna è stata mai eletta primo ministro della Grecia, ma Vasilikī Thanou-Christofilou ha ricoperto la carica di Primo Ministro del paese, a capo di un governo tecnico, tra il 27 agosto e il 21 settembre 2015.

#### Ungheria
In Ungheria, sebbene fosse già programmato nel 1818, la prima occasione in cui le donne poterono votare furono le elezioni del gennaio 1920.

#### Irlanda
Dal 1918, con il resto del Regno Unito, le donne in Irlanda potevano votare a 30 anni con titoli di proprietà o nelle circoscrizioni universitarie, mentre gli uomini potevano votare a 21 anni senza qualifiche. Dalla separazione nel 1922, lo Stato libero d'Irlanda ha dato uguali diritti di voto a uomini e donne. ["Tutti i cittadini dello Stato Libero Irlandese (Saorstát Eireann) senza distinzioni di sesso, che hanno raggiunto l'età di ventuno anni e che rispettano le disposizioni delle leggi elettorali prevalenti, hanno diritto di voto per i membri del Dáil Eireann e a prendere parte al referendum e all'iniziativa. ”] A partire dalla Proclamazione le promesse di pari diritti furono accolte nella Costituzione nel 1922, anno in cui le donne irlandesi ottennero il pieno diritto di voto.  Nel corso dei successivi dieci anni o però furono introdotte leggi che eliminarono i diritti concessi alle donne di prestare servizio nelle giurie, di lavorare nell'industria e dopo il matrimonio. La Costituzione del 1937 e la leadership conservatrice di Taoiseach Éamon de Valera spogliarono ulteriormente le donne dei loro diritti precedentemente garantiti.  Inoltre, sebbene la Costituzione del 1937 garantisse alle donne il diritto di voto, di nazionalità e di cittadinanza su una base di uguaglianza con gli uomini, conteneva anche una clausola, l'articolo 41.2, che stabiliva:
1 ° [...] lo Stato riconosce che dalla sua vita all'interno della casa, la donna offre allo Stato un sostegno senza il quale il bene comune non può essere raggiunto. 2 ° Lo Stato, pertanto, si impegna a garantire che le madri non siano obbligate per necessità economica a impegnarsi nel lavoro trascurando i loro doveri in casa.

#### Isola di Man
Nel 1881, l'Isola di Man (nelle isole britanniche, ma non parte del Regno Unito) approvò una legge che attribuiva il voto alle donne single e vedove a cui avevano trasmesso un titolo di proprietà. Questa legge permise di votare per le elezioni della Camera delle Chiavi, nel parlamento dell'isola, Tynwald. Poi con il suffragio universale il diritto fu esteso a uomini e donne nel 1919.

#### Italia
In Italia, il suffragio femminile non fu introdotto dopo la Prima Guerra Mondiale, ma sostenuto da attivisti socialisti e fascisti e in parte introdotto dal governo di Benito Mussolini nel 1925 ma soppresso di fatto quando nel 1926 furono eliminate le elezioni ed instaurato il regime. Nella Repubblica partigiana della Carnia il diritto di voto alle donne capofamiglia, molto comuni all'epoca, venne garantito alle elezioni comunali del 1944. Il primo febbraio 1945, il governo Bonomi decretò l'emancipazione delle donne, che ne consentiva la nomina immediata a cariche pubbliche: la prima fu Elena Fischli Dreher.  Le prime elezioni in cui le donne italiane poterono votare (ma non essere candidate) furono le elezioni amministrative della primavera 1946. Nelle elezioni del 2 giugno 1946 tutti gli italiani votarono contemporaneamente per l'Assemblea costituente, dove furono candidate anche diverse donne, e 21 di loro furono effettivamente elette, e per un referendum che chiedeva al popolo di scegliere per l'Italia la Monarchia o la Repubblica. Le elezioni non si svolsero nella Venezia Giulia e nell'Alto Adige perché erano sotto l'occupazione alleata.
La nuova versione dell'articolo 51 della Costituzione riconosce le pari opportunità nelle liste elettorali.

#### Liechtenstein
In Liechtenstein, il suffragio femminile è stato concesso tramite referendum nel 1984.

#### Lussemburgo
In Lussemburgo, Marguerite Thomas-Clement parlò a favore del suffragio femminile nel dibattito pubblico attraverso alcuni articoli sulla stampa del 1917-1919. Tuttavia, non vi fu mai alcun movimento organizzato per il suffragio femminile in Lussemburgo, poiché il suffragio femminile fu incluso senza dibattito nella nuova costituzione democratica del 1919.

#### Norvegia
La politica liberale Gina Krog fu la principale attivista per il suffragio femminile in Norvegia dal 1880. Ha fondato la Norsk Kvinnesaksforening (Associazione norvegese per i diritti delle donne) e l'Associazione nazionale per il voto alle donne per promuovere questa causa. I membri di queste organizzazioni erano politicamente ben collegati e ben organizzati e gradualmente in pochi anni riuscirono a ottenere pari diritti per le donne. Le donne della classe media vinsero il diritto di voto alle elezioni comunali nel 1901 e alle elezioni parlamentari nel 1907. Il suffragio universale per le donne per le elezioni comunali fu introdotto nel 1910 e nel 1913 una proposta di suffragio universale fu adottata all'unanimità dal Parlamento Norvegese (Stortinget). La Norvegia divenne così l'ultimo paese indipendente a introdurre il suffragio universale femminile.

#### Paesi Bassi
Alle donne fu concesso il diritto di voto nei Paesi Bassi il 9 agosto 1919.  Nel 1917, una riforma costituzionale consentiva già alle donne di essere elette. Tuttavia, anche se il diritto di voto delle donne fu approvato nel 1919, ciò ebbe effetto solo dal 1º gennaio 1920.
Il movimento di suffragio femminile nei Paesi Bassi era guidato da tre donne: Aletta Jacobs, Wilhelmina Drucker e Anette Versluys-Poelman. Nel 1889, Wilhelmina Drucker fondò un movimento femminile chiamato Vrije Vrouwen Vereeniging (Unione delle donne libere) e fu da questo movimento che emerse la campagna per il suffragio femminile nei Paesi Bassi. Questo movimento ottenne molto sostegno da altri paesi, in particolare dal movimento di suffragio femminile in Inghilterra. Nel 1906 il movimento scrisse una lettera aperta alla regina invocando il suffragio femminile. Quando questa lettera fu respinta, nonostante il sostegno popolare, il movimento organizzò diverse manifestazioni e proteste a favore del suffragio femminile. Questo movimento fu di grande significato per il suffragio femminile nei Paesi Bassi.

#### Polonia
Riacquistando l'indipendenza nel 1918, dopo il periodo di 123 anni di divisione e dominio straniero, la Polonia concesse immediatamente alle donne il diritto di voto e di essere elette il 28 novembre 1918.
Le prime donne elette al Sejm nel 1919 furono: Gabriela Balicka, Jadwiga Dziubińska, Irena Kosmowska, Maria Moczydłowska, Zofia Moraczewska, Anna Piasecka, Zofia Sokolnicka e Franciszka Wilczkowiakowa.

#### Portogallo
Carolina Beatriz Ângelo fu la prima donna portoghese a votare nelle elezioni dell'Assemblea Nazionale Costituente del 1911, approfittando di un'ambiguità nella legge elettorale del paese.
Nel 1931, durante il regime di Estado Novo, alle donne fu permesso di votare per la prima volta, ma solo se avevano un diploma di scuola superiore o universitario, mentre gli uomini dovevano solo leggere e scrivere. Nel 1946 una nuova legge elettorale allargò la possibilità di voto alle donne, ma con alcune differenze rispetto agli uomini. Una legge del 1968 affermava di stabilire "l'uguaglianza dei diritti politici per uomini e donne", ma alcuni diritti elettorali erano riservati solo agli uomini. Dopo la Rivoluzione dei Garofani del 1976, le donne ottennero il pieno ed uguale diritto elettorale.

#### Regno Unito
La campagna per il suffragio femminile nel Regno Unito di Gran Bretagna e Irlanda acquistò slancio durante la prima parte del XIX secolo, quando le donne divennero sempre più politicamente attive, in particolare durante le campagne di riforma del suffragio nel Regno Unito. John Stuart Mill, eletto in Parlamento nel 1865 e un aperto sostenitore del suffragio femminile (in procinto di pubblicare The Subjection of Women), fece una campagna per un emendamento al Reform Act 1832 per includere il suffragio femminile.  Sebbene sconfitto in un parlamento tutto maschile sotto un governo conservatore, la questione del suffragio femminile iniziò ad emergere.
Fino alla legge sulla riforma del 1832 che definiva in modo univoco l'elettore come una persona di sesso maschile, alcune donne avevano diritto di voto alle elezioni parlamentari in quanto proprietarie, sebbene fosse raro che se ne avvalessero. Anche nelle elezioni del governo locale, le donne persero il diritto di voto ai sensi del Municipal Corporations Act del 1835. Per le donne contribuenti single il diritto fu ripristinato con il Municipal Franchise Act del 1869 e poi confermato nel Local Government Act del 1894 ed esteso alle donne sposate con pari requisiti. Nel 1900, oltre 1 milione di donne single erano registrate per votare alle elezioni del governo locale in Inghilterra.
Nel 1881, l'Isola di Man (nelle isole britanniche ma non parte del Regno Unito) approvò una legge che attribuiva il voto alle donne single e vedove che avevano superato una qualifica di proprietà. Ciò doveva permettere di votare alle elezioni per la Camera delle chiavi, nel parlamento dell'isola, Tynwald. Fu esteso il suffragio universale per uomini e donne nel 1919.
Durante la seconda metà del XIX secolo, un certo numero di gruppi elettorali per il suffragio femminile alle elezioni nazionali furono costituiti nel tentativo di fare pressione sui deputati al Parlamento e ottenere sostegno. Nel 1897, diciassette di questi gruppi si riunirono per formare la National Union of Women's Suffrage Societies (NUWSS), che tenne riunioni pubbliche, scrisse lettere ai politici e pubblicò vari testi.  Nel 1907 il NUWSS organizzò la sua prima grande manifestazione.  Questa marcia divenne nota come Marcia del fango, poiché oltre 3.000 donne si trascinarono per le strade di Londra da Hyde Park a Exeter Hall per sostenere il suffragio femminile.
Nel 1903 alcuni membri del NUWSS si staccarono e, guidati da Emmeline Pankhurst, formarono la Women's Social and Political Union (Unione Sociale e Politica Femminile, WSPU).  Dato che i media nazionali hanno perso interesse per la campagna di suffragio, la WSPU ha deciso che avrebbe usato altri metodi per creare pubblicità. Ciò ebbe inizio nel 1905 in una riunione nella Sala di libero scambio di Manchester, dove parlava Edward Gray, primo visconte Gray di Fallodon, membro del neoeletto governo liberale.  Mentre parlava, Christabel Pankhurst e Annie Kenney del WSPU gridavano costantemente: "Il governo liberale darà voti alle donne?" Quando rifiutarono di smettere di urlare, la polizia venne chiamata per farle sgomberare e le due suffragette (quando i membri della WSPU sono diventati noti dopo questo incidente) furono coinvolte in una lotta, che si concluse con l'arresto e l'accusa di aggressione a pubblico ufficiale.  Quando si rifiutarono di pagare la multa, furono mandate in prigione per 10 giorni. Il pubblico britannico rimase scioccato e notò l'uso della violenza per ottenere il voto per le donne.
Dopo questo successo mediatico, le tattiche della WSPU divennero sempre più violente. Ciò includeva un tentativo nel 1908 di assaltare la Camera dei Comuni, l'incendio doloso della casa di campagna di David Lloyd George (nonostante il suo sostegno al suffragio femminile). Nel 1909 lady Constance Lytton fu imprigionata, ma immediatamente liberata quando fu scoperta la sua identità, così nel 1910 si travestì da sarta della classe operaia chiamata Jane Warton e subì un trattamento disumano che includeva l'alimentazione forzata. Nel 1913, la suffragetta Emily Davison protestò interferendo con un cavallo di proprietà del re Giorgio V durante la corsa di The Derby;fu calpestata ed morì quattro giorni dopo. La WSPU cessò le loro attività militanti durante la Prima Guerra Mondiale e accettò di aiutare lo sforzo bellico.
L'Unione nazionale delle società di suffragio femminile, che aveva sempre impiegato metodi "costituzionali", ha continuato a fare pressioni durante gli anni della guerra e sono stati elaborati compromessi tra il NUWSS e il governo di coalizione. La  Speaker's Conference on electoral reform del 1917 rappresentò tutti i partiti in entrambe le case e giunse alla conclusione che il suffragio femminile era essenziale. Per quanto riguarda i timori che le donne potessero passare improvvisamente da zero alla maggioranza degli elettori, a causa della grave perdita di uomini durante la guerra, la Conferenza ha raccomandato che la l'età minima per poter votare fosse di 21 anni per gli uomini e 30 per le donne.
Il 6 febbraio 1918 fu approvata la Representation of the People Act, che incoraggiò le donne di età superiore ai 30 anni, che soddisfacevano i requisiti minimi di proprietà. Circa 8,4 milioni di donne hanno ottenuto il voto in Gran Bretagna e Irlanda.  Nel novembre 1918, fu approvato il Parliament (Qualification of Women) Act 1918, che consentiva alle donne di essere elette in Parlamento. L'Actation of the People (Equal Franchise) Act del 1928 estendeva il diritto di votare in Gran Bretagna e Irlanda del Nord a tutte le donne di età superiore ai 21 anni, garantendo a queste le stesse condizioni di voto degli uomini.
Nel 1999, la rivista Time, nominando Emmeline Pankhurst come una delle 100 persone più importanti del 20 ° secolo, afferma: "... ha modellato un'idea delle donne per i nostri tempi; ha scosso la società in un nuovo modello da cui potrebbe non tornare indietro ".

#### Romania
La tempistica della concessione del suffragio femminile in Romania è stata graduale e complessa, a causa del turbolento periodo storico in cui si è sviluppata. Il concetto di suffragio universale per tutti gli uomini fu introdotto nel 1918,  e venne rafforzato dalla Costituzione rumena del 1923. Sebbene questa costituzione abbia aperto la strada anche alla possibilità del suffragio femminile (articolo 6), ciò non si concretizzò: la legge elettorale del 1926 non garantiva alle donne il diritto di voto, mantenendo solo il suffragio maschile.  A partire dal 1929, alle donne che assunsero determinate qualifiche fu permesso di votare alle elezioni locali. Dopo la Costituzione del 1938 (elaborata sotto Carlo II di Romania che aveva cercato di attuare un regime autoritario) i diritti di voto furono estesi alle donne per le elezioni nazionali con la legge elettorale del 1939,  ma sia le donne che gli uomini avevano restrizioni. In pratica queste restrizioni avevano colpito più le donne che gli uomini, anche se le nuove restrizioni imposte fecero perdere agli uomini il loro diritto al suffragio universale. Sebbene le donne potessero votare, potevano essere elette solo al Senato e non alla Camera dei deputati (articolo 4, lettera c)).
Nel 1940 fu abolito il Senato. A causa del contesto storico dell'epoca, che includeva la dittatura di Ion Antonescu, non vi furono elezioni in Romania tra il 1940 e il 1946. Nel 1946, la legge n. 560 conferì pieni diritti e parità di voti sia agli uomini che alle donne ed la possibilità di essere eletti alla Camera dei deputati; e le donne votarono alle elezioni generali rumene del 1946.  La Costituzione del 1948 conferiva a donne e uomini pari diritti civili e politici (articolo 18).

#### Russia
Nonostante l'apprensione iniziale nei confronti delle donne per la conquista del diritto di voto per le imminenti elezioni dell'Assemblea costituente, la Lega per l'uguaglianza delle donne e altri suffragisti si radunarono nel corso dell'anno 1917 per richiedere il diritto di voto. Dopo molte pressioni (inclusa una marcia di 40.000 persone sul Palazzo Tauride), il 20 luglio 1917 il Governo provvisorio russo concesse alle donne il diritto di voto.

#### San Marino
San Marino introdusse il suffragio femminile nel 1959,  seguito dalla crisi costituzionale del 1957, nota come Fatti di Rovereta. Fu solo nel 1973 che le donne ottennero il diritto di candidarsi alle elezioni.

#### Spagna
Durante il regime di Miguel Primo de Rivera  (1923-1930), solo le donne che erano considerate capofamiglia potevano votare alle elezioni locali, ma in quel momento non ce n'erano. Il suffragio femminile fu adottato ufficialmente nel 1931 nonostante l'opposizione di Margarita Nelken e Victoria Kent, due parlamentari donne (entrambe membri del Partito radicale-socialista repubblicano), le quali sostenevano che le donne spagnole in quel momento mancavano di un'educazione sociale e politica per votare responsabilmente e coscientemente, e che sarebbero state inevitabilmente influenzate dai sacerdoti cattolici. Durante il regime di Franco nel tipo di "democrazia organica", il tipo di elezioni chiamato "referendum" (il regime di Franco era dittatoriale) alle donne con più di 21 anni era permesso votare senza distinzioni. Dal 1976, durante la transizione spagnola verso la democrazia, le donne hanno pienamente esercitato il diritto di voto e di essere elette in carica.

#### Svezia
Durante l'Età della Libertà (1718-1772), la Svezia ebbe il suffragio femminile condizionato.  Fino alla riforma del 1865, le elezioni locali consistevano in quelle dei sindaci nelle città e in quelle dei vicari nelle parrocchie delle campagne. Il Sockenstämma era il consiglio parrocchiale che si occupava degli affari locali, presieduto dal vicario parrocchiale e dai contadini locali, che si riunivano e votavano, un processo regolamentato in modo informale, in cui si dice che le donne partecipassero già nel 17 ° secolo. Le elezioni nazionali consistevano nell'elezione delle rappresentanze dei Riksdag degli Stati.
Il suffragio era neutrale dal punto di vista del genere e quindi applicato alle donne e agli uomini, se questi possedevano le qualifiche adatte ad un cittadino per votare. Queste qualifiche furono modificate nel corso del 18 ° secolo, così come l'interpretazione locale delle credenziali, influenzando il numero di elettori qualificati: le qualifiche avevano diversa valenza sia tra città e campagna, sia tra quelle che erano elezioni locali o nazionali.
Inizialmente, il diritto di voto alle elezioni comunali locali (elezioni del sindaco) è stato concesso a ogni borghese, che è stato definito un cittadino contribuente con un abbonamento alla gilda.  Così come gli uomini, anche le donne erano membri delle gilde e ciò garantì il suffragio femminile ad un limitato numero di donne. Nel 1734, il suffragio alle elezioni nazionali e locali, sia nelle città che nelle campagne, fu concesso a tutti i proprietari di possedimenti, cittadini contribuenti a maggioranza legale.
Questo suffragio fu esteso a tutte le donne contribuenti possidenti, indipendentemente dal fatto che fossero o meno membri della gilda. Escluse però la maggior parte delle donne nubili e le donne sposate, poiché queste erano definite minorenni legali, mentre le donne non sposate erano minorenni, a meno che non richiedessero la maggioranza legale mediante dispensa reale. Le donne vedove e divorziate avevano la maggioranza legale.  La riforma del 1734 aumentò la partecipazione delle donne alle elezioni dal 55% al 71%.
Tra il 1726 e il 1742, le donne votarono in 17 delle 31 elezioni del sindacali esaminate. Secondo quanto riferito, durante le elezioni sindacali, alcune elettrici preferirono nominare per procura un uomo, affinché votasse al posto loro nel municipio, perché avevano trovato imbarazzante farlo di persona. Questo avvenimento fu citato come prova per abolire il suffragio femminile da coloro che lo avversavano.  L'usanza di nominare il voto per delega era tuttavia usata anche dai maschi, ed era infatti comune per gli uomini, che erano assenti o malati durante le elezioni, nominare le loro mogli affinché votassero per loro.
A Vaasa in Finlandia (all'epoca una provincia svedese), ci furono opposizioni contro le donne che partecipavano alla vita del municipio, discutendo di questioni politiche, in quanto quello non era visto come il posto adatto a loro. Sembra infatti che la pratica del suffragio femminile fosse stata contrastata in alcune parti del regno: quando Anna Elisabeth Baer e altre due donne fecero una petizione per votare ad Åbo nel 1771, ma i funzionari della città non gli permisero di farlo.
Nel 1758, le donne furono escluse dalle elezioni sindacali da un nuovo regolamento, con il quale non potevano più essere definite borghesi, ma il suffragio femminile fu mantenuto alle elezioni nazionali e alle elezioni parrocchiali in campagna.  Le donne parteciparono a tutte le undici elezioni nazionali, tenutesi fino al 1757.  Nel 1772, il suffragio femminile alle elezioni nazionali fu abolito su richiesta della classe borghese, prima per le donne contribuenti non sposate, poi per le vedove. Tuttavia, l'interpretazione locale del divieto di suffragio femminile è variata e alcune città hanno continuato a consentire alle donne di votare: a Kalmar, Växjö, Västervik, Simrishamn, Ystad, Åmål, Karlstad, Bergslagen, Dalarna e Norrland, alle donne fu permesso di votare nonostante il divieto del 1772, mentre a Lund, Uppsala, Skara, Åbo, Göteborg e Marstrand, le donne furono severamente escluse dal voto dopo il 1772.
Mentre il suffragio femminile è stato vietato alle elezioni del 1758 e alle elezioni nazionali del 1772, tale blocco non è mai stato introdotto nelle elezioni locali in campagna, dove le donne hanno quindi continuato a votare alle elezioni parrocchiali locali dei vicari.  In una serie di riforme nel 1813–1817, le donne non sposate a maggioranza legale, "Fanciulla non sposata, che è stata dichiarata a maggioranza legale", hanno avuto il diritto di voto nel sockestämma (consiglio parrocchiale locale, il predecessore del consigli comunali e comunali) e il kyrkoråd (consigli ecclesiali locali).
Nel 1823, il sindaco di Strängnäs suggerì di reintrodurre il suffragio femminile per le donne che pagavano la maggioranza legale (donne non sposate, divorziate e vedove) alle elezioni del sindaco, e questo diritto fu reintrodotto nel 1858.
Nel 1862, le donne a maggioranza fiscale (donne non sposate, divorziate e vedove) sono state nuovamente autorizzate a votare alle elezioni comunali, rendendo la Svezia il primo paese al mondo a garantire alle donne il diritto di voto.  Ciò avvenne dopo l'introduzione di un nuovo sistema politico, in cui fu introdotta una nuova autorità locale: il consiglio municipale comunale. Il diritto di voto alle elezioni comunali si applicava solo alle persone a maggioranza legale, che escludevano le donne sposate, poiché erano giuridicamente sotto la tutela dei loro mariti. Nel 1884 la proposta di concedere alle donne il diritto di voto alle elezioni nazionali fu inizialmente respinta in Parlamento.  Durante il 1880, l'Associazione per il diritto alla proprietà delle donne sposate organizzò una campagna per incoraggiare le donne elettrici, qualificate a votare in conformità con la legge del 1862, ad usufruire del loro voto, facendo aumentare la partecipazione delle donne elettrici alle elezioni, ma non c'era ancora, tra le donne, una vera e propria richiesta comune riguardo al suffragio femminile.
Nel 1888, l'attivista della temperanza Emilie Rathou diventò la prima donna in Svezia a richiedere il diritto al suffragio femminile in un discorso pubblico. Nel 1899, una delegazione dell'Associazione Fredrika Bremer presentò una proposta di suffragio femminile al primo ministro Erik Gustaf Boström. La delegazione era guidata da Agda Montelius, accompagnata da Gertrud Adelborg, che aveva scritto la richiesta. Questa fu la prima volta che il movimento femminile svedese aveva presentato ufficialmente una richiesta di suffragio.
Nel 1902 fu fondata la Società Svedese per il Suffragio Femminile. Nel 1906 la proposta di suffragio femminile fu nuovamente votata in parlamento. Nel 1909, il diritto di voto alle elezioni comunali fu esteso per includere anche le donne sposate.  Lo stesso anno, le donne ottennero l'eleggibilità per le elezioni nei consigli municipali,  e nelle successive elezioni municipali del 1910–1911, circa 40 donne furono elette in diversi consigli municipali:Gertrud Månsson fu la prima. Nel 1914 Emilia Broomé divenne la prima donna nell'assemblea legislativa.
Il diritto di voto alle elezioni nazionali non fu concesso alle donne fino al 1919, e fu nuovamente esercitato nelle elezioni del 1921, per la prima volta in 150 anni.
Dopo le elezioni del 1921 furono elette al parlamento svedese le prime donne: Kerstin Hesselgren nella camera alta e Nelly Thüring (socialdemocratica), Agda Östlund (socialdemocratica) Elisabeth Tamm (liberale) e Bertha_Wellin (conservatrice) nel Camera inferiore. Karin Kock-Lindberg divenne la prima ministro del governo femminile e, nel 1958, Ulla Lindström divenne la prima ministro ad interim.

#### Svizzera
Il 1 ° febbraio 1959 si tenne un referendum sul suffragio femminile. La maggioranza degli uomini svizzeri (67%) votò contro, ma in alcuni cantoni di lingua francese le donne ottennero il voto. La prima donna svizzera a ricoprire incarichi politici, fu Trudy Späth-Schweizer, eletta al governo municipale di Riehen nel 1958.
La Svizzera è stata l'ultima Repubblica occidentale a concedere il suffragio femminile. Ottennero il diritto di voto alle elezioni federali nel 1971, solo dopo il secondo referendum tenutosi in quell'anno.
Nel 1991, a seguito di una decisione della Corte suprema federale svizzera, Appenzell Innerrhoden è diventato l'ultimo cantone svizzero a garantire alle donne il voto su questioni locali.
Il primo membro femminile del Consiglio Federale Svizzero, composto da sette membri, fu Elisabeth Kopp, che prestò servizio dal 1984 al 1989. Dal 1993 al 1999 il secondo membro del Consiglio fu Ruth Dreifuss, che fu anche la prima donna a ricoprire la carica di presidente della Confederazione Svizzera  nel 1999. Dal 22 settembre 2010 al 31 dicembre 2011 il massimo dirigente politico della Confederazione svizzera ha avuto la maggioranza di consigliere donne (4 su 7); la Svizzera è stata presieduta da una presidenza tutta al femminile per tre anni consecutivi (2010, 2011 e 2012); l'ultima presidenza si è avuta nel 2017.

#### Turchia
Nel 1935, diciotto parlamentari donne si unirono al parlamento turco in Turchia. Atatürk, presidente fondatore della Repubblica, guidò una trasformazione secolarista culturale e legale a sostegno dei diritti delle donne, incluso il voto e l'elezione. Le donne ottennero il diritto di voto alle elezioni comunali il 20 marzo 1930. Il suffragio femminile fu raggiunto per le elezioni parlamentari del 5 dicembre 1934, attraverso un emendamento costituzionale. Le donne turche, che parteciparono per la prima volta alle elezioni parlamentari l'8 febbraio 1935, ottennero 18 seggi.
Nella Prima Repubblica, quando Atatürk gestiva uno stato a partito unico, il suo partito sceglieva tutti i candidati. Una piccola percentuale di seggi era riservata alle donne, quindi naturalmente vincevano quelle candidate. Quando iniziarono le elezioni multipartitiche negli anni '40, la percentuale di donne nella legislatura diminuì e la percentuale del 4% dei seggi parlamentari guadagnati nel 1935 non fu raggiunta fino al 1999. Nel parlamento del 2011, le donne detengono circa il 9% dei posti a sedere. Tuttavia, le donne turche hanno ottenuto il diritto di votare un decennio o più prima delle donne in paesi dell'Europa occidentale come Francia, Italia e Belgio, un segno dei profondi cambiamenti sociali di Atatürk.

### Oceania

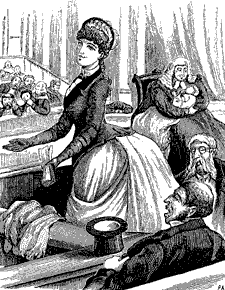
I diritti delle donne australiane pubblicamente criticati in una vignetta del Punch Melbourne del 1887: un'ipotetica donna impone le cure del bambino al Presidente della Camera. Le donne del Sud Australia ottennero il voto nel 1895.

#### Australia

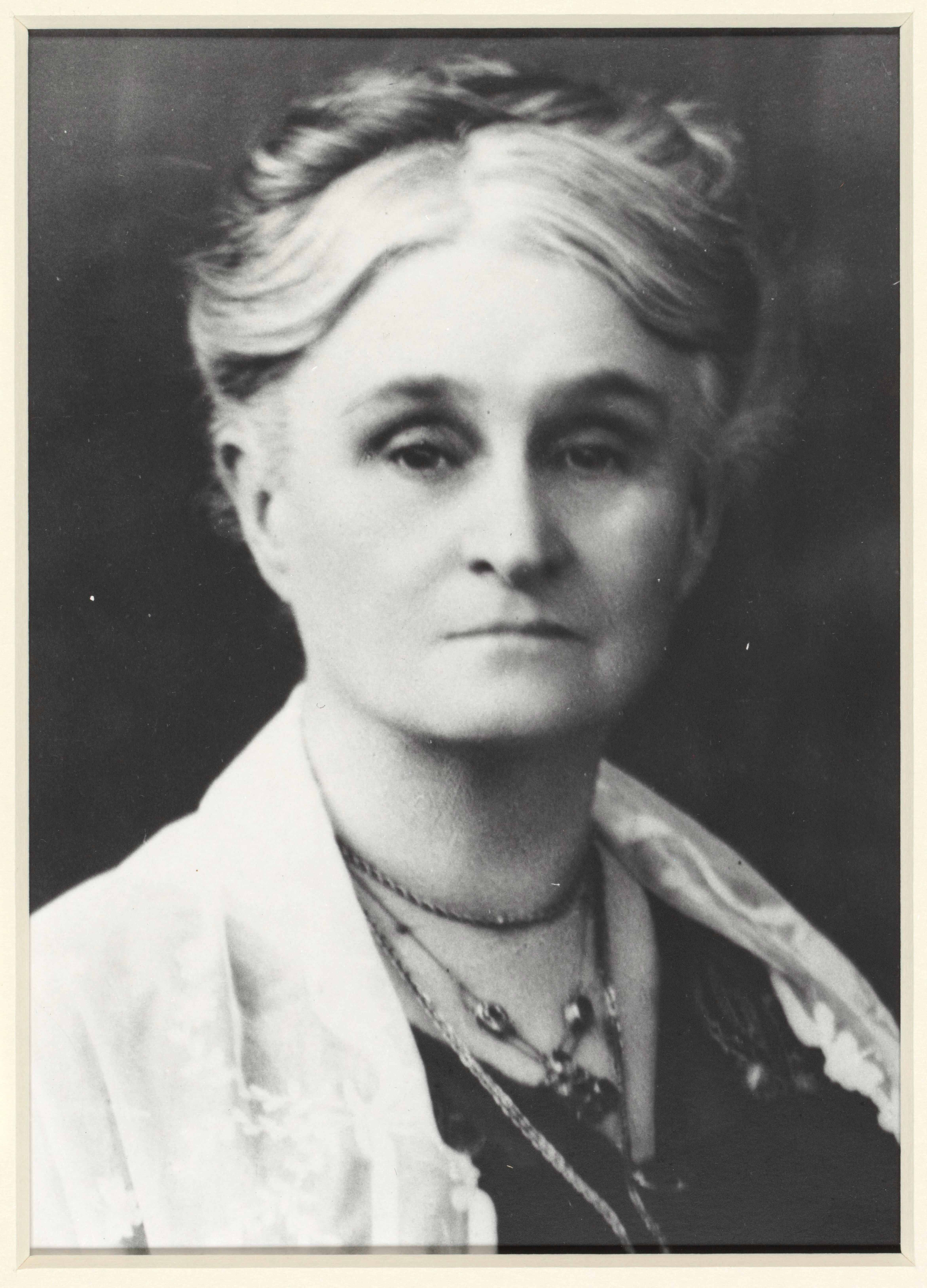
Edith Cowan (1861-1932) fu eletta nell'Assemblea legislativa dell'Australia occidentale nel 1921 e fu la prima donna eletta in qualsiasi parlamento australiano (sebbene le donne in Australia avessero già ottenuto il voto da due decenni).

Le discendenti femminili degli ammutinati del Bounty che vivevano su Pitcairn Islands ottennero il diritto di voto nel 1838 e questo diritto è stato trasferito con il loro reinsediamento a Norfolk Island (ora un territorio estero australiano) nel 1856.
Le donne proprietarie della colonia dell'Australia meridionale ottennero il voto alle elezioni locali (ma non alle elezioni parlamentari) nel 1861. Henrietta Dugdale costituì la prima società australiana di suffragio femminile a Melbourne, Victoria nel 1884. Le donne divennero idonee a votare per il Parlamento del Sud Australia nel 1895, così come gli uomini e le donne aborigeni. Nel 1897, Catherine Helen Spence divenne la prima figura femminile a ricoprire incarichi politici, candidandosi senza successo alle elezioni come delegata alla Convenzione federale sulla Federazione australiana. L'Australia Occidentale garantì diritto di voto alle donne nel 1899.
Le prime elezioni per il Parlamento del neo formato Commonwealth of Australia nel 1901 si basava sulle disposizioni elettorali delle sei colonie preesistenti, in modo che le donne che avevano il voto e il diritto di candidarsi al parlamento a livello statale avessero gli stessi diritti per le elezioni federali australiane del 1901. Nel 1902 il Parlamento del Commonwealth approvò il Commonwealth Franchise Act, che consentiva a tutte le donne di votare e candidarsi alle elezioni del Parlamento federale. L'anno seguente Nellie Martel, Mary Moore-Bentley, Vida Goldstein e Selina Siggins si presentarono alle elezioni. La legge escludeva espressamente i "nativi" dai diritti, a meno che non fossero appartenenti ad uno degli stati facenti parte del Commonwealth. Nel 1949, il diritto di voto alle elezioni federali fu esteso a tutti gli indigeni che avevano prestato servizio nelle forze armate o che erano stati arruolati (Queensland, Australia occidentale e Territorio del Nord esclusero tuttavia le donne indigene dai diritti di voto). Le restanti restrizioni furono abolite nel 1962 dal Commonwealth Electoral Act.
Nell'Assemblea legislativa dell'Australia occidentale del 1921 fu eletta Edith Cowan, prima donna in un Parlamento australiano. Nel 1943 Dame Enid Lyons, nella Camera dei rappresentanti, e la senatrice australiana Dorothy Tangney, furono le prime donne al Parlamento federale. Lyons divenne anche la prima donna a ricoprire un posto di governo nel ministero di Robert Menzies del 1949. Rosemary Follett è stata eletta Primo Ministro del Territorio della Capitale Australiana nel 1989, diventando la prima donna eletta a guidare uno stato o un territorio. Nel 2010, la popolazione della più antica città australiana, Sydney, aveva leader femminili che occupavano tutti i principali uffici politici, con Clover Moore come Lord Mayor, Kristina Keneally come Premier del Nuovo Galles del Sud, Marie Bashir come Governatore del New South Wales, Julia Gillard come Primo Ministro, Quentin Bryce come governatore generale dell'Australia ed Elisabetta II come regina dell'Australia.

#### Isole Cook
Le donne in Rarotonga ottennero il diritto di voto nel 1893, poco dopo la Nuova Zelanda.

#### Nuova Zelanda
La legge elettorale della Nuova Zelanda del 19 settembre 1893 fece di questo paese il primo al mondo a garantire alle donne il diritto di voto alle elezioni parlamentari.
Il disegno di legge ha concesso il voto alle donne di tutte le razze. Alle donne neozelandesi fu negato il diritto di candidarsi al parlamento, tuttavia, fino al 1920. Nel 2005 quasi un terzo dei deputati eletti erano donne. Di recente le donne hanno anche occupato cariche importanti e simboliche come quelle di primo ministro (Jenny Shipley, Helen Clark e Jacinda Ardern), di governatore generale (Catherine Tizard e Silvia Cartwright), capo della Giustizia (Sian Elias), presidente della Camera dei Rappresentanti (Margaret Wilson), e dal 3 marzo 2005 al 23 agosto 2006, tutti e quattro questi incarichi erano ricoperti da donne, insieme alla regina Elisabetta come capo di Stato.

### America
Le donne dell'America centrale e meridionale e quelle del Messico hanno ottenuto il diritto di voto più tardi rispetto a quanto avvenuto in Canada e negli Stati Uniti. Dall'Ecuador al Paraguay, per data di pieno suffragio:
- 1929: Ecuador
- 1932: Uruguay
- 1934: Brasile, Cuba
- 1939: El Salvador
- 1941: Panama
- 1946: Guatemala, Venezuela
- 1947: Argentina
- 1948: Suriname
- 1949: Cile, Costa Rica
- 1952: Bolivia
- 1953: Messico
- 1954: Belize, Colombia
- 1955: Honduras, Nicaragua, Perù,
- 1961: Paraguay[146]
- 1942: Republica Dominicana

Ci sono stati dibattiti politici, religiosi e culturali attorno al tema del suffragio femminile in questi paesi. Importanti sostenitori del suffragio femminile includono Hermila Galindo (Messico), Eva Perón (Argentina), Alicia Moreau de Justo (Argentina), Julieta Lanteri (Argentina), Celina Guimarães Viana (Brasile), Ivone Guimarães (Brasile), Henrietta Müller (Cile), Marta Vergara (Cile), Lucila Rubio de Laverde (Colombia), María Currea Manrique (Colombia), Josefa Toledo de Aguerri (Nicaragua), Elida Campodónico (Panama), Clara González (Panama), Gumercinda Páez (Panama), Paulina Luisi Janicki (Uruguay), Carmen Clemente Travieso, (Venezuela),Abigail Mejia,(Rep.Dominicano).

#### Canada
Lo status politico delle donne senza voto fu promosso dal Consiglio Nazionale delle Donne del Canada dal 1897 al 1916. Promosse una visione di "cittadinanza trascendente" per le donne. La votazione non era necessaria, poiché la cittadinanza doveva essere esercitata attraverso l'influenza personale e la sofferenza morale, attraverso l'elezione di uomini con un forte carattere morale e attraverso la crescita di figli di spirito pubblico. La posizione del Consiglio nazionale è stata integrata nella costruzione nazionale che ha cercato di sostenere il Canada come nazione di coloni bianchi. Mentre il movimento di suffragio femminile era importante per estendere i diritti politici delle donne bianche, era anche autorizzato attraverso argomentazioni basate sulla razza che collegavano le donne bianche alla necessità di proteggere la nazione dalla "degenerazione razziale".
Le donne avevano diritto di voto in alcune province, come nell'Ontario dal 1850, dove le donne che possedevano delle proprietà potevano votare per gli amministratori della scuola. Nel 1900 altre province avevano adottato disposizioni simili e nel 1916 Manitoba prese il comando estendendo il suffragio femminile. Allo stesso tempo i suffragisti hanno dato un forte sostegno al movimento di proibizione, specialmente in Ontario e nelle province occidentali.
Il Wartime Elections Act del 1917 diede il voto alle donne britanniche che erano vedove di guerra o che avevano figli, mariti, padri o fratelli che prestavano servizio all'estero. Il primo ministro sindacalista Sir Robert Borden si è impegnato durante la campagna del 1917 a uguagliare il suffragio per le donne. Dopo la sua schiacciante vittoria, nel 1918 presentò una proposta di legge per estendere il voto alle donne. Il 24 maggio 1918, le donne considerate cittadine (non donne aborigene o la maggior parte delle donne di colore) divennero idonee al voto a patto che avessero "21 anni o più, non nate all'estero e soddisfacenti i requisiti di proprietà nelle province in cui vivono".
La maggior parte delle donne del Quebec ottenne il pieno suffragio nel 1940. Alle donne aborigene in tutto il Canada non fu concesso il diritto di voto federale fino al 1960.
La prima donna eletta in parlamento fu Agnes Macphail in Ontario nel 1921.

#### Stati Uniti d'America

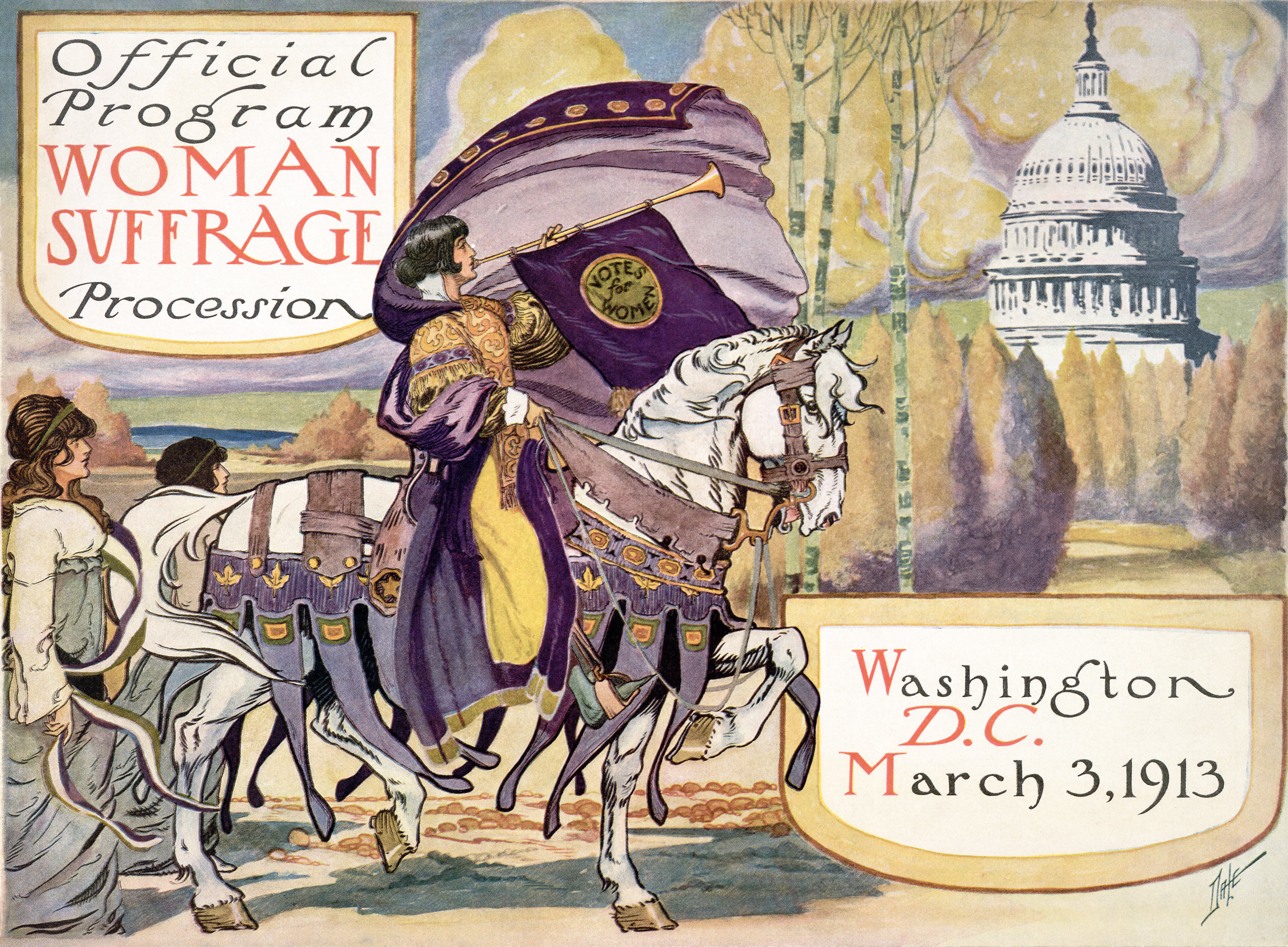
Woman Suffrage Procession, Washington, 3 marzo 1913

Prima che il diciannovesimo emendamento fosse approvato nel 1920, alcuni singoli stati degli Stati Uniti hanno concesso il suffragio femminile in alcuni tipi di elezioni. Alcuni hanno permesso alle donne di votare alle elezioni scolastiche, alle elezioni comunali e per i membri del Collegio elettorale. Altri territori, come Washington, Utah e Wyoming, hanno dato alle donne diritto di voto ancor prima di diventare stati.
La costituzione del New Jersey del 1776 permise il voto a tutti i cittadini adulti che possedevano un certo numero di proprietà. Le leggi emanate nel 1790 e nel 1797 si riferivano agli elettori testualmente con "lui o lei" e le donne votavano regolarmente. Una legge approvata nel 1807, tuttavia, escludeva le donne dal voto in quello stato.
Lydia Taft fu una delle prime donne in America coloniale a cui fu permesso di votare in tre riunioni della città del New England, a partire dal 1756, a Uxbridge, nel Massachusetts. Il movimento del suffragio femminile era strettamente legato all'abolizionismo, con molti attivisti alla loro prima esperienza contro la schiavitù.
Nel giugno 1848, Gerrit Smith fece del suffragio femminile uno dei punti cruciali del Partito Liberty. A luglio dello stesso anno, alla Convenzione di Seneca Falls nello stato di New York, attivisti tra cui Elizabeth Cady Stanton e Susan B. Anthony hanno iniziato una lotta durata settant'anni da parte delle donne per assicurarsi il diritto di voto. I partecipanti hanno firmato un documento noto come Dichiarazione dei diritti e dei sentimenti, di cui Stanton era l'autore principale. La parità dei diritti è diventata il grido di battaglia del primo movimento per i diritti delle donne e ha significato rivendicare l'accesso a tutte le definizioni di libertà. Nel 1850 Lucy Stone organizzò un'assemblea con un focus più ampio, la National Women's Rights Convention di Worcester, nel Massachusetts. Susan B. Anthony, residente a Rochester, New York, si unì alla causa nel 1852 dopo aver letto il discorso di Stone del 1850. Stanton, Stone e Anthony furono le tre figure di spicco di questo movimento negli Stati Uniti durante il diciannovesimo secolo: il "triumvirato" che voleva ottenere diritto di voto per le donne. Gli attivisti del suffragio femminile sottolinearono come fosse ingiusto che i neri non fossero inclusi negli emendamenti quattordicesimo e quindicesimo della Costituzione degli Stati Uniti che garantivano alle persone pari protezione ai sensi della legge e il diritto di voto indipendentemente dalla loro razza, rispettivamente. Le prime vittorie furono vinte nei territori del Wyoming (1869) e Utah (1870).
John Allen Campbell, il primo governatore del Wyoming, approvò la prima legge nella storia degli Stati Uniti che garantiva esplicitamente alle donne il diritto di voto. La legge fu approvata il 10 dicembre 1869. Questo giorno fu in seguito commemorato come Wyoming Day. Il 12 febbraio 1870, il Segretario del Territorio e il Governatore ad interim del Territorio dello Utah, S. A. Mann, approvarono una legge che consentiva alle donne di ventun anni di votare in qualsiasi elezione nello Utah. Degna di nota la storia di Louisa Swain, di Laramie, Wyoming, che il giorno 6 settembre 1870 si alzò presto, indossò il grembiule, lo scialle e la cuffia e andò in centro con un secchio di latta per acquistare il lievito da un commerciante. Passò davanti al seggio elettorale e decise di votare lì. Il seggio elettorale non era ancora stato ufficialmente aperto, ma i funzionari elettorali le chiesero di entrare e votare. Fu descritta da un quotidiano Laramie come "una gentile casalinga dai capelli bianchi, dall'aspetto quacchero". Fu la prima donna a votare nelle elezioni generali degli Stati Uniti.
La spinta a concedere il suffragio femminile nello Utah è stata almeno in parte alimentata dalla convinzione che, con il loro voto, esse avrebbero eliminato la poligamia. Quando invece esse votarono a favore della poligamia, il Congresso degli Stati Uniti decise di privarle del diritto al voto con la legge federale Edmunds-Tucker nel 1887.
Alla fine del XIX secolo, Idaho, Utah e Wyoming avevano premiato le donne dopo lo sforzo delle associazioni di suffragio a livello statale; Il Colorado, in particolare, lo fece con un referendum del 1893, mentre la California ha concesso il diritto di voto alle donne nel 1911.
All'inizio del XX secolo, quando il suffragio femminile affrontò diversi importanti voti federali, una parte del movimento di suffragio noto come il Partito Nazionale della Donna guidato dal suffragista Alice Paul divenne la prima "causa" da picchettare fuori dalla Casa Bianca. Paul era stato guidato da Emmeline Pankhurst mentre si trovava in Inghilterra, e sia lei che Lucy Burns guidarono una serie di proteste contro l'amministrazione Wilson a Washington.
Wilson ignorò le proteste per sei mesi, ma il 20 giugno 1917, mentre una delegazione russa si avvicinava alla Casa Bianca, i suffragisti dispiegarono uno stendardo che affermava: "Noi donne d'America vi diciamo che l'America non è una democrazia. A venti milioni di donne viene negato il diritto di voto. Il presidente Wilson è il principale oppositore della loro titolarizzazione nazionale". Un altro striscione il 14 agosto 1917 si riferiva a "Kaiser Wilson" e confrontava la situazione del popolo tedesco con quella delle donne americane. Molte donne per questo furono arrestate. Un'altra tattica del National Woman's Party erano gli incendi, dove venivano bruciate copie dei discorsi del presidente Wilson, spesso fuori dalla Casa Bianca o nel vicino parco di Lafayette. Il Partito ha continuato a provocare incendi anche quando è iniziata la guerra, attirando critiche da parte del pubblico e anche di altri gruppi di suffragio per non essere patriottico. Il 17 ottobre Alice Paul fu condannata a sette mesi e il 30 ottobre iniziò uno sciopero della fame, ma dopo alcuni giorni le autorità carcerarie iniziarono a forzarla a mangiare. Dopo anni di opposizione, Wilson cambiò posizione nel 1918 per sostenere il suffragio femminile come misura di guerra.

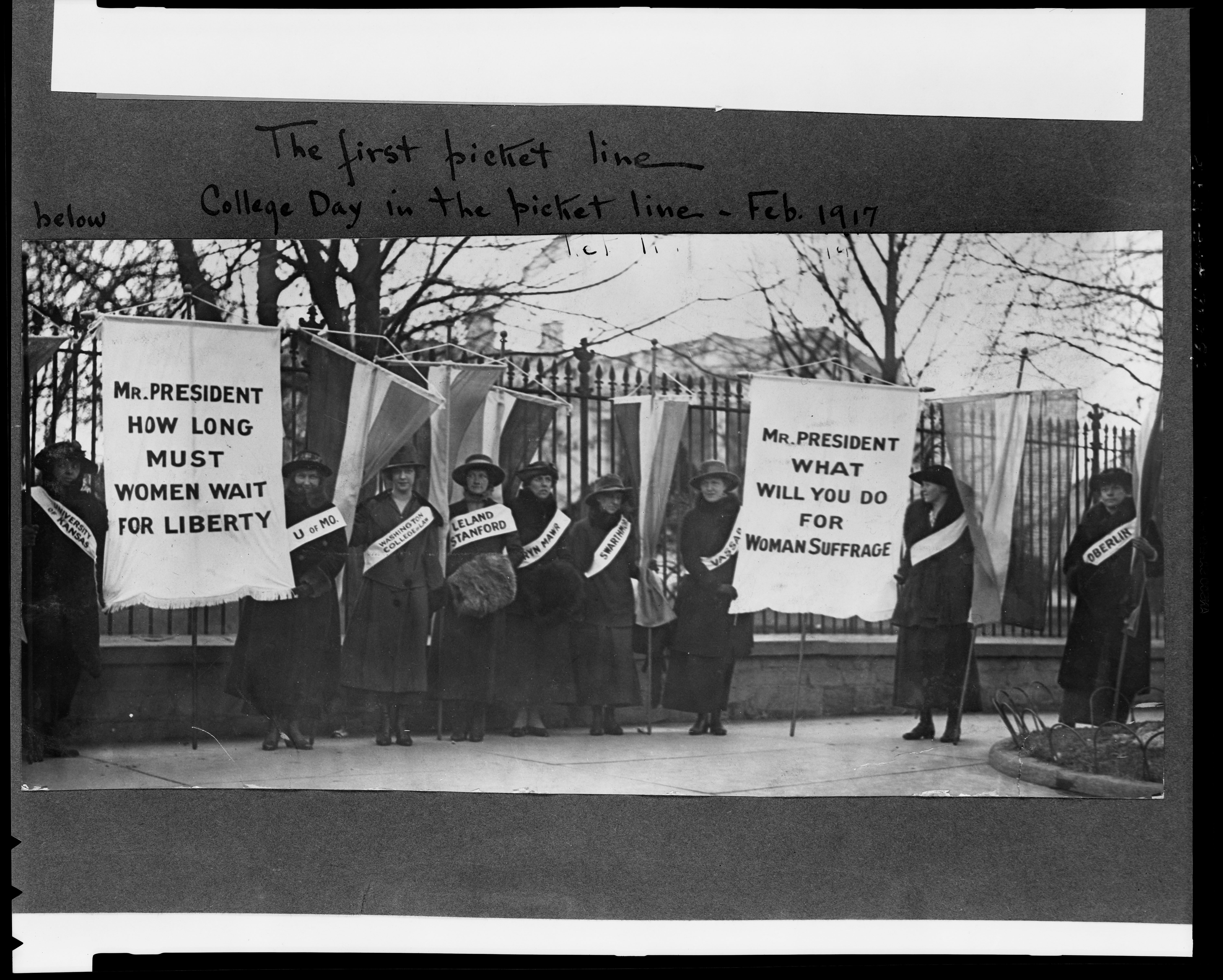
Le sentinelle silenziose, le donne suffragette, stanno immobili davanti alla Casa Bianca intorno al febbraio 1917. Lo stendardo a sinistra dice "Signor Presidente, per quanto tempo le donne devono aspettare la libertà?" e lo stendardo a destra, "Signor Presidente, cosa farà per il suffragio femminile?"

Il voto chiave arrivò il 4 giugno 1919, quando il Senato approvò l'emendamento dopo quattro ore di dibattiti, durante i quali i senatori democratici si opposero all'emendamento costituito per impedire un appello nominale fino a quando i loro senatori assenti potessero essere protetti da coppie. Gli Ayes includevano 36 repubblicani (82%) e 20 democratici (54%). I Nays comprendevano 8 repubblicani (18%) e 17 democratici (46%). Il diciannovesimo emendamento, che vietava le restrizioni statali o federali al voto basate sul sesso, fu ratificato nel 1920. Secondo l'articolo "Diciannovesimo emendamento" di Leslie Goldstein, dall'Enciclopedia della Corte suprema degli Stati Uniti, "includeva anche pene detentive e scioperi della fame in carcere accompagnati da brutali alimentazioni con la forza; violenza sulla folla; e voti legislativi così vicini che i partigiani venivano portati lì su barelle" (Goldstein, 2008). Anche dopo la ratifica del diciannovesimo emendamento, le donne non smisero di avere problemi. Ad esempio, nel Maryland, quando le donne si iscrissero per votare "i residenti fecero causa per far rimuovere i nomi delle donne dal registro sulla base del fatto che l'emendamento stesso era incostituzionale." (Goldstein, 2008).
Prima del 1965 le donne di colore, come gli afroamericani e i nativi americani, erano privati del diritto di voto, specialmente al sud.
Il Voting Rights Act del 1965 proibiva la discriminazione razziale nelle votazioni e garantiva i diritti di voto per le minoranze razziali negli Stati Uniti.

#### Argentina
Il moderno movimento suffragista in Argentina nacque in parte in congiunzione con le attività del Partito socialista e degli anarchici degli inizi del XX secolo. Le donne coinvolte in movimenti più ampi per la giustizia sociale hanno iniziato a richiedere pari diritti e opportunità degli uomini; seguendo l'esempio dei loro coetanei europei, Elvira Dellepiane Rawson, Cecilia Grierson e Alicia Moreau de Justo hanno iniziato a formare una serie di gruppi in difesa dei diritti civili delle donne tra il 1900 e il 1910. Le prime grandi vittorie per l'estensione dei diritti civili delle donne si è verificato nella provincia di San Juan. Alle donne era stato permesso di votare in quella provincia dal 1862, ma solo alle elezioni comunali. Un diritto simile è stato esteso nella provincia di Santa Fe, dove è stata emanata una costituzione che garantiva il suffragio femminile a livello municipale, sebbene inizialmente la partecipazione femminile ai voti fosse bassa. Nel 1927, San Juan sancì la sua Costituzione e riconobbe eguali diritti a uomini e donne. Tuttavia, il colpo di Stato del 1930 cancellò questi progressi.

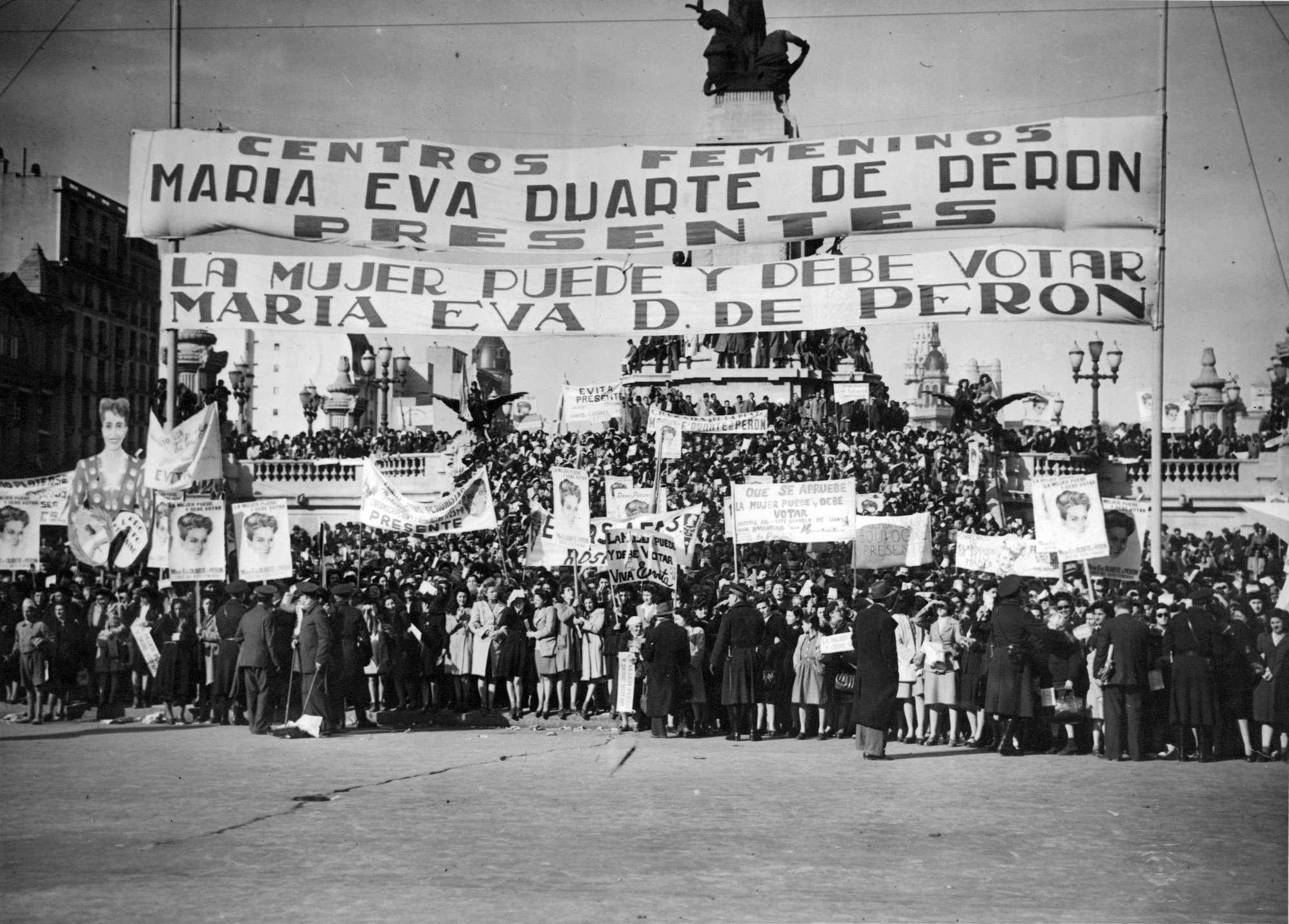
Manifestazione femminile a Buenos Aires di fronte al Congresso Nazionale per la legge sul suffragio universale, 1947

Una grande pioniera del suffragio femminile fu Julieta Lanteri, figlia di immigrate italiane, che nel 1910 chiese a un tribunale nazionale di concederle il diritto alla cittadinanza (all'epoca generalmente non concesso alle donne immigrate non sposate) e al suffragio. Il giudice Claros accolse la sua richiesta e dichiarò: "Come giudice, ho il dovere di dichiarare che il suo diritto alla cittadinanza è sancito dalla Costituzione, e quindi che le donne godono degli stessi diritti politici dei cittadini maschi, con le sole restrizioni determinate espressamente da tali leggi, poiché nessun abitante è privato di ciò che non viene proibito".
Nel novembre del 1911, il Dott. Lanteri fu la prima donna iberoamericana a votare. Nel 1919 fu presentata come candidata a deputata nazionale per il Partito Centro Indipendente, ottenendo 1.730 voti su 154.302.
Nel 1919, Rogelio Araya UCR Argentina era passato alla storia per essere stato il primo a presentare un disegno di legge che riconosceva il diritto di voto alle donne, una componente essenziale del suffragio universale. Il 17 luglio 1919 prestò servizio come deputato nazionale a nome del popolo di Santa Fe.

Il 27 febbraio 1946, tre giorni dopo le elezioni consacrate dal presidente Juan Perón e dalla moglie First Lady Eva Perón, 26 anni, tenne il suo primo discorso politico. In quell'occasione, Eva chiese diritti uguali per uomini e donne e in particolare il suffragio femminile:
Il disegno di legge fu presentato dal nuovo governo costituzionale immediatamente dopo il 1 maggio 1946. L'opposizione del pregiudizio conservatore era evidente, non solo nei partiti di opposizione ma anche all'interno di partiti che sostenevano il peronismo. Eva Perón ha costantemente sollecitato l'approvazione del parlamento, provocando anche proteste da parte di quest'ultimo per questa intrusione.

Il Senato approvò in via preliminare il progetto del 21 agosto 1946 e si attese oltre un anno prima che la Camera dei Rappresentanti pubblicasse il 9 settembre 1947 la Legge 13.010, che stabiliva pari diritti politici tra uomini e donne e suffragio universale in Argentina. Infine, la legge 13.010 è stata approvata all'unanimità.

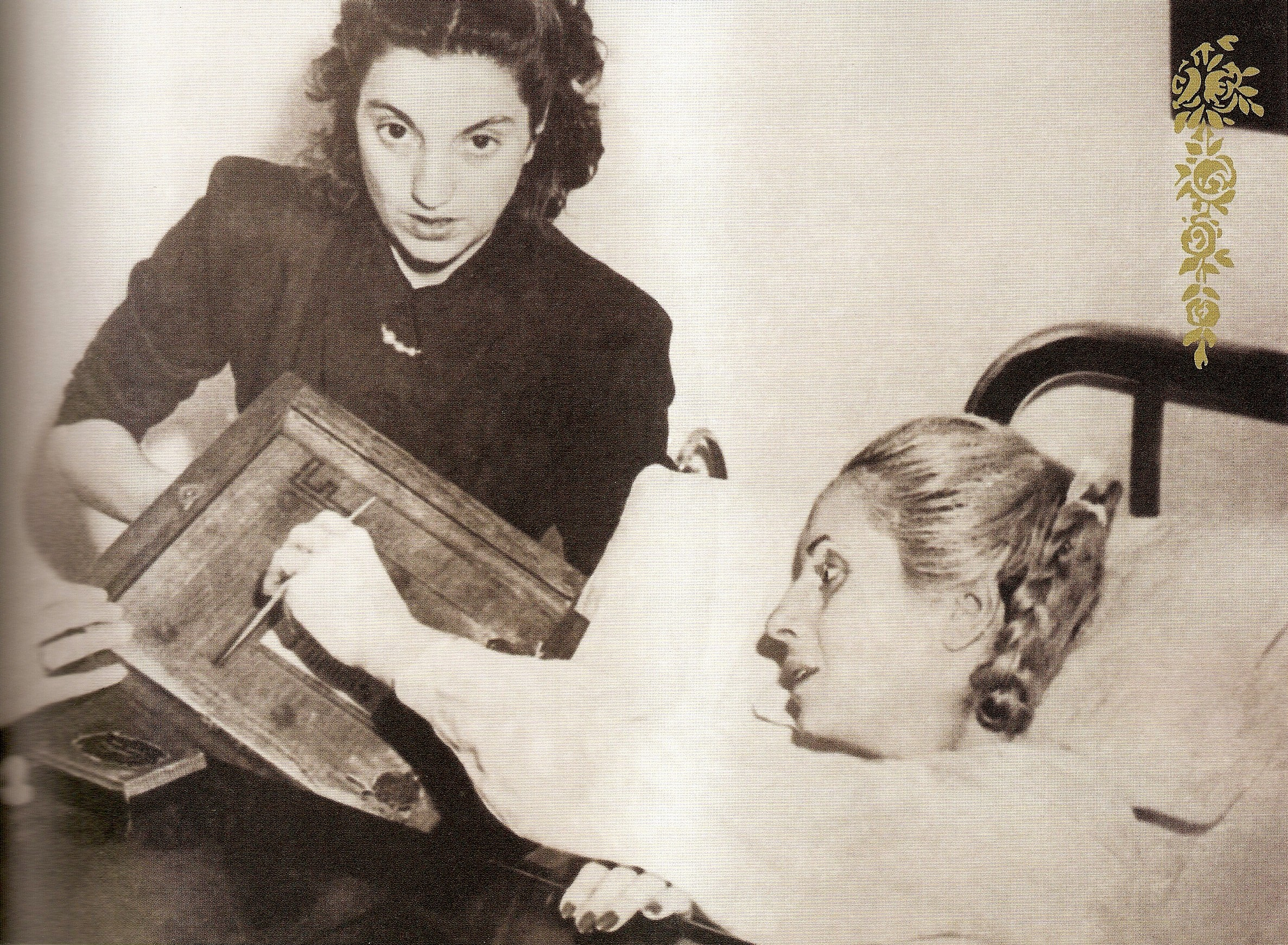
Eva Perón vota in ospedale nel 1951. Era la prima volta che alle donne veniva permesso di votare alle elezioni nazionali in Argentina. A tal fine Perón ricevette il libro civico n. 00.000.001. Era la prima e unica volta in cui avrebbe votato; Perón morì il 26 luglio 1952 a causa di un cancro.

In una dichiarazione ufficiale alla televisione nazionale, Eva Perón ha annunciato l'estensione del suffragio alle donne argentine:
Proprio per questo, in essa risiedono indignazione esasperante e ombre di tramonti minacciosi ma anche risvegli splendenti di aurore trionfali, l'ultima delle quali costituisce la vittoria delle donne sulle incomprensioni, i dinieghi e gli interessi delle caste ora ripudiati dal nostro risveglio nazionale. E con un leader che il destino ha chiamato a fronteggiare vittoriosamente i problemi della nostra epoca, il generale [Perón]; con lui e con il nostro voto contribuiremo alla perfezione della democrazia argentina, care compagne.»
Il 23 settembre 1947 fu emanata la Legge sull'iscrizione femminile (n. 13.010) durante la prima presidenza di Juan Domingo Perón, che fu attuata alle elezioni dell'11 novembre 1951, in cui 3.816.654 donne votarono (il 63,9% votò per il Partito Giustizialista e il 30,8% per l'Unione civica radicale). Più tardi nel 1952, i primi 23 senatori e deputati presero posto, rappresentando il Partito Giustizialista.

#### Brasile

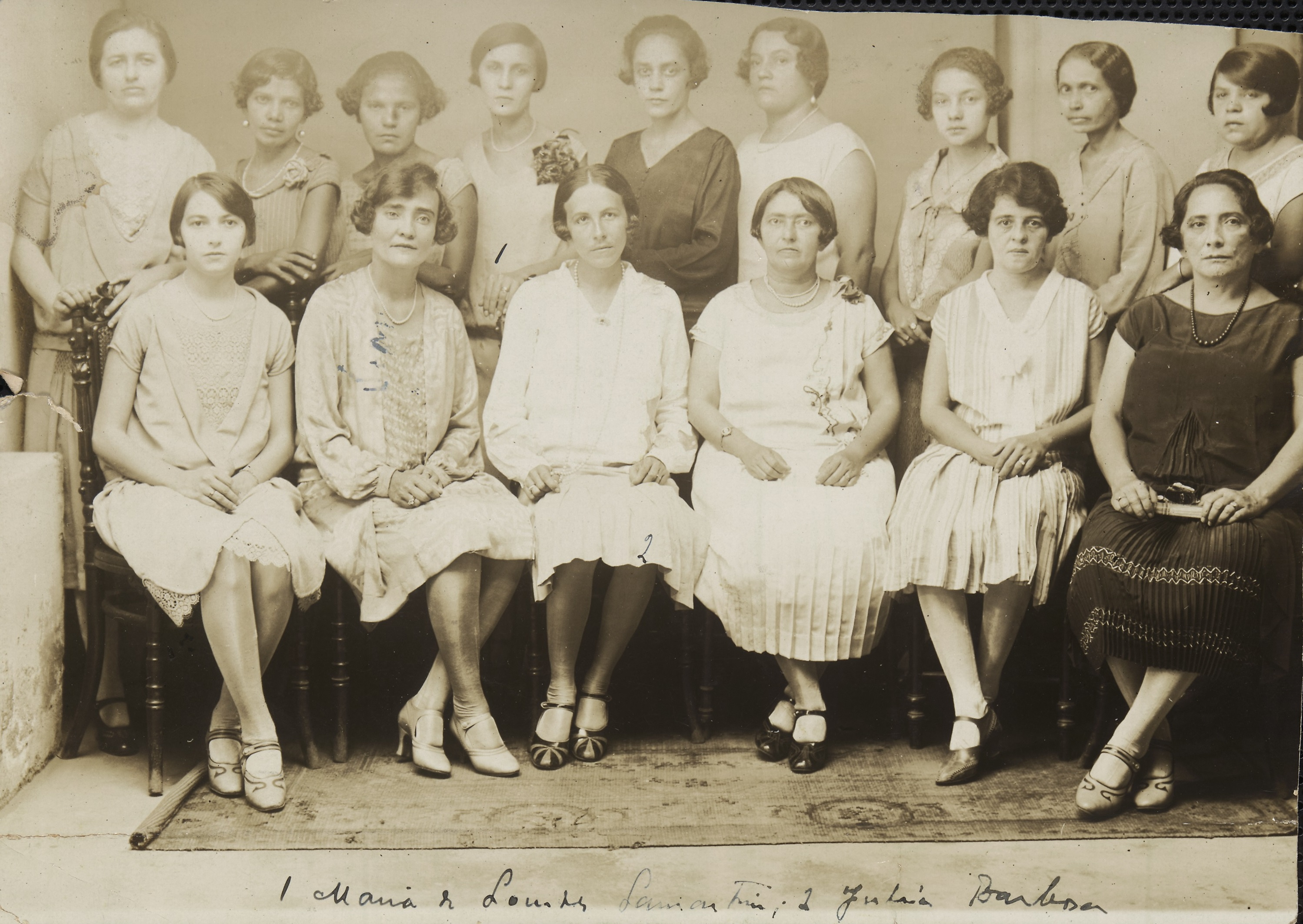
Prime donne elettrici del Brasile, Rio Grande do Norte, 1928.

Alle donne fu concesso il diritto di voto e di essere elette nel Codice elettorale del 1932, seguito dalla Costituzione brasiliana del 1934. Tuttavia, la legge dello Stato del Rio Grande do Norte ha consentito alle donne di votare dal 1926. La lotta per il suffragio femminile faceva parte di un movimento più ampio per ottenere diritti per le donne.

#### Cile
Il dibattito sul suffragio femminile in Cile iniziò negli anni '20. Il suffragio femminile alle elezioni comunali fu istituito per la prima volta nel 1931 con un decreto con forza di legge; l'età di voto per le donne era fissata a 25 anni. Inoltre, la Camera dei deputati approvò una legge il 9 marzo 1933 che istituiva il suffragio femminile alle elezioni comunali, mentre il diritto di voto alle elezioni parlamentari e presidenziali avvenne in concomitanza di quelle svolte nel 1949. La quota delle donne tra gli elettori è aumentata costantemente dopo tale data, raggiungendo gli stessi livelli di partecipazione degli uomini nel 1970.

#### Messico
Le donne ottennero il diritto di voto nel 1947 per alcune elezioni locali e per quelle nazionali nel 1953, dopo una lotta cominciata nel XIX secolo.

#### Venezuela
Dopo le proteste studentesche del 1928, le donne iniziarono a partecipare più attivamente alla politica. Nel 1935, i sostenitori dei diritti delle donne fondarono il Gruppo Culturale Femminile (noto come "ACF" dalle sue iniziali in spagnolo), con l'obiettivo di affrontare i problemi delle donne. Il gruppo ha sostenuto i diritti politici e sociali delle donne e ha ritenuto necessario coinvolgerle e informarle su tali questioni al fine di garantirne lo sviluppo personale. Ha continuato a tenere seminari, oltre a fondare scuole notturne e la "House of Laboring Women" per le donne lavoratrici.
Il primo Congresso Femminile Venezuelano venne richiesto nel 1940 dai gruppi che cercavano di riformare il Codice di Condotta Civile del 1936, in collaborazione con la rappresentanza venezuelana presso l'Unione delle Donne Americane. In questo congresso, i delegati hanno discusso della situazione delle donne in Venezuela e delle loro richieste. Gli obiettivi chiave erano il suffragio femminile e una riforma del Codice di Condotta Civile. Circa dodicimila firme furono raccolte e consegnate al Congresso venezuelano, che riformò il Codice nel 1942.
Nel 1944 vennero alla luce gruppi che sostenevano il suffragio femminile, il più importante dei quali era il Feminine Action. Nel 1945 le donne ottennero il diritto di voto a livello municipale. Ciò ha spinto le donne ad agire maggiormente, per esempio il Feminine Action ha iniziato a pubblicare un giornale chiamato Correo Cívico Femenino, per collegare, informare e orientare le donne venezuelane nella loro lotta. Alla fine, dopo il colpo di Stato venezuelano del 1945 e l'appello per una nuova Costituzione, il suffragio femminile divenne un diritto costituzionale nel paese.

## Quadro sinottico del suffragio femminile
| N.  | Paese                                     | Anno                       | Età di voto                                                                |
| --- | ----------------------------------------- | -------------------------- | -------------------------------------------------------------------------- |
| 1   | Afghanistan                               | 1963                       |                                                                            |
| 2   | Albania                                   | 1909                       | 18 anni                                                                    |
| 3   | Algeria                                   | 1962                       |                                                                            |
| 4   | Andorra                                   | 1970                       | 18 anni                                                                    |
| 5   | Angola                                    | 1975                       | 18 anni                                                                    |
| 6   | Anguilla                                  | 1951                       | 18 anni                                                                    |
| 7   | Antigua e Barbuda                         | 1951                       | 18 anni                                                                    |
| 8   | Antille Olandesi                          | N/D                        | 18 anni                                                                    |
| 9   | Arabia Saudita                            | 2015                       |                                                                            |
| 10  | Argentina                                 | 1947                       | 18 anni                                                                    |
| 11  | Armenia                                   | 1919, 1921                 | 20 anni, 18 anni                                                           |
| 12  | Aruba                                     | N/D                        | 18 anni                                                                    |
| 13  | Australia                                 | 1902                       | 18 anni                                                                    |
| 14  | Austria                                   | 1918                       | 18 anni                                                                    |
| 15  | Azerbaigian                               | 1921                       | 18 anni                                                                    |
| 16  | Bahamas                                   | 1960                       | 18 anni                                                                    |
| 17  | Bahrein                                   | 2002                       | 18 anni                                                                    |
| 18  | Bangladesh                                | 1972                       | 18 anni                                                                    |
| 19  | Barbados                                  | 1950                       | 18 anni                                                                    |
| 20  | Belgio                                    | 1919                       | 18 anni                                                                    |
| 21  | Belize                                    | 1954                       | 18 anni                                                                    |
| 22  | Benin                                     | 1956                       | 18 anni                                                                    |
| 23  | Bermuda                                   | 1944                       | 18 anni                                                                    |
| 24  | Bhutan                                    | 1953                       | 18 anni                                                                    |
| 26  | Birmania                                  | 1922                       | 18 anni                                                                    |
| 27  | Bolivia                                   | 1938                       | 18 anni                                                                    |
| 28  | Bosnia ed Erzegovina                      | 1949                       | 18 anni                                                                    |
| 29  | Botswana                                  | 1965                       | 18 anni                                                                    |
| 30  | Brasile                                   | 1932                       | 16 anni                                                                    |
| 31  | Brunei                                    | 1959                       | 18 anni (solo elezioni locali)                                             |
| 32  | Bulgaria                                  | 1938                       | 18 anni                                                                    |
| 33  | Burkina Faso                              | 1958                       | universali                                                                 |
| 34  | Burundi                                   | 1961                       | N/D                                                                        |
| 35  | Cambogia                                  | 1955                       | 18 anni                                                                    |
| 36  | Camerun                                   | 1946                       | 20 anni                                                                    |
| 36  | Canada                                    | 1917                       | 18 anni                                                                    |
| 37  | Capo Verde                                | 1975                       | 18 anni                                                                    |
| 38  | Isole Cayman                              | N/D                        | 18 anni                                                                    |
| 39  | Ciad                                      | 1958                       | 18 anni                                                                    |
| 40  | Cile                                      | 1931                       | 18 anni                                                                    |
| 41  | Cina                                      | 1949                       | 18 anni                                                                    |
| 42  | Cipro                                     | 1960                       | 18 anni                                                                    |
| 43  | Isole Cocos (Keeling)                     | N/D                        | ND                                                                         |
| 44  | Colombia                                  | 1954                       | 18 anni                                                                    |
| 45  | Comore                                    | 1956                       | 18 anni                                                                    |
| 46  | Rep. del Congo                            | 1963                       | 18 anni                                                                    |
| 47  | RD del Congo                              | 1967                       | 18 anni                                                                    |
| 48  | Isole Cook                                | 1893                       | ND                                                                         |
| 49  | Corea del Nord                            | 1946                       | 17 anni                                                                    |
| 50  | Corea del Sud                             | 1948                       | 19 anni                                                                    |
| 51  | Costa d'Avorio                            | 1952                       | 19 anni                                                                    |
| 52  | Costa Rica                                | 1949                       | 18 anni                                                                    |
| 53  | Croazia                                   | 1945                       | 18 anni                                                                    |
| 54  | Cuba                                      | 1934                       | 16 anni                                                                    |
| 55  | Danimarca                                 | 1915                       | 18 anni                                                                    |
| 56  | Dominica                                  | 1951                       | 18 anni                                                                    |
| 57  | Ecuador                                   | 1929                       | 18 anni (facoltativo a partire dai 16, obbligatorio dai 18)                |
| 58  | Egitto                                    | 1956                       | 18 anni                                                                    |
| 59  | El Salvador                               | 1939                       | 18 anni                                                                    |
| 60  | Emirati Arabi Uniti                       | 2006                       | N/D                                                                        |
| 61  | Eritrea                                   | 1955                       | 18 anni                                                                    |
| 62  | Estonia                                   | 1918                       | 18 anni                                                                    |
| 63  | Etiopia                                   | 1955                       | 18 anni                                                                    |
| 64  | Fær Øer                                   | N/D                        | 18 anni                                                                    |
| 65  | Isole Falkland                            | N/D                        | 18 anni                                                                    |
| 66  | Figi                                      | 1963                       | 21 anni                                                                    |
| 67  | Filippine                                 | 1937                       | 18 anni                                                                    |
| 68  | Finlandia                                 | 1906                       | 18 anni                                                                    |
| 69  | Francia                                   | 1944/45                    | 18 anni                                                                    |
| 70  | Gabon                                     | 1956                       | 21 anni                                                                    |
| 71  | Gambia                                    | 1960                       | 18 anni                                                                    |
| 72  | Georgia                                   | 1918                       | 18 anni                                                                    |
| 73  | Germania                                  | 1918                       | 18 anni                                                                    |
| 74  | Ghana                                     | 1954                       | 18 anni                                                                    |
| 75  | Giamaica                                  | 1944                       | 18 anni                                                                    |
| 76  | Giappone                                  | 1945                       | 20 anni                                                                    |
| 77  | Gibilterra                                | N/D                        | 18 anni                                                                    |
| 78  | Gibuti                                    | 1946                       | 18 anni                                                                    |
| 79  | Giordania                                 | 1974                       | 18 anni                                                                    |
| 80  | Grecia                                    | 1952                       | 18 anni                                                                    |
| 81  | Grenada                                   | 1951                       | 18 anni                                                                    |
| 82  | Groenlandia                               | N/D                        | 18 anni                                                                    |
| 83  | Guam                                      | N/D                        | 18 anni                                                                    |
| 84  | Guatemala                                 | 1946                       | 18 anni                                                                    |
| 85  | Guernsey                                  | a                          | 18 anni                                                                    |
| 86  | Guinea                                    | 1958                       | 18 anni                                                                    |
| 87  | Guinea-Bissau                             | 1977                       | 18 anni                                                                    |
| 88  | Guinea Equatoriale                        | 1963                       | 18 anni                                                                    |
| 89  | Guyana                                    | 1953                       | 18 anni                                                                    |
| 90  | Haiti                                     | 1950                       | 18 anni                                                                    |
| 91  | Honduras                                  | 1955                       | 18 anni                                                                    |
| 92  | Hong Kong                                 | 1949                       | 18 anni                                                                    |
| 93  | India                                     | 1947                       | 18 anni                                                                    |
| 94  | Indonesia                                 | 1945                       | 17 anni (persone coniugate indipendentemente dall'età)                     |
| 95  | Iran                                      | 1963                       | 16 anni                                                                    |
| 96  | Iraq                                      | 1980                       | 18 anni                                                                    |
| 97  | Irlanda                                   | 1918                       | 18 anni                                                                    |
| 98  | Islanda                                   | 1915                       | 18 anni                                                                    |
| 99  | Israele                                   | 1948                       | 18 anni                                                                    |
| 100 | Italia                                    | 1945                       | 21 anni (dal 1975: 18 anni)                                                |
| 101 | Jersey                                    | N/D                        | 16 anni                                                                    |
| 102 | Kazakistan                                | 1924                       | 18 anni                                                                    |
| 103 | Kenya                                     | 1963                       | 18 anni                                                                    |
| 104 | Kirghizistan                              | 1918                       | 18 anni                                                                    |
| 105 | Kiribati                                  | 1967                       | 18 anni                                                                    |
| 106 | Kosovo                                    | 1945                       | 18 anni                                                                    |
| 107 | Kuwait                                    | 2005                       | NArs                                                                       |
| 108 | Laos                                      | 1958                       | 18 anni                                                                    |
| 109 | Lesotho                                   | 1965                       | 18 anni                                                                    |
| 110 | Lettonia                                  | 1918                       | 18 anni                                                                    |
| 111 | Libano                                    | 1952                       | 21 anni (donne a 21 anni, con educazione elementare dal 1952 fino al 1957) |
| 112 | Liberia                                   | 1946                       | 18 anni                                                                    |
| 113 | Libia                                     | 1964                       | 18 anni                                                                    |
| 114 | Liechtenstein                             | 1984                       | 18 anni                                                                    |
| 115 | Lituania                                  | 1918                       | 18 anni                                                                    |
| 116 | Lussemburgo                               | 1919                       | 18 anni                                                                    |
| 117 | Macao                                     | N/D                        | 18 anni                                                                    |
| 118 | Macedonia del Nord                        | 1946                       | 18 anni                                                                    |
| 119 | Madagascar                                | 1959                       | 18 anni                                                                    |
| 120 | Malawi                                    | 1961                       | 18 anni                                                                    |
| 121 | Maldive                                   | 1932                       | 21 anni                                                                    |
| 122 | Malaysia                                  | 1957                       | 21 anni                                                                    |
| 123 | Mali                                      | 1956                       | 18 anni                                                                    |
| 124 | Malta                                     | 1947                       | 18 anni                                                                    |
| 125 | Isola di Man                              | 1881                       | 16 anni                                                                    |
| 126 | Isole Marianne Settentrionali             | N/D                        | 18 anni                                                                    |
| 127 | Marocco                                   | 1963                       | 18 anni                                                                    |
| 128 | Isole Marshall                            | 1979                       | 18 anni                                                                    |
| 129 | Mauritania                                | 1961                       | 18 anni                                                                    |
| 130 | Mauritius                                 | 1956                       | 18 anni                                                                    |
| 131 | Mayotte                                   | N/D                        | 18 anni                                                                    |
| 132 | Messico                                   | 1947                       | 18 anni                                                                    |
| 133 | Micronesia                                | 1979                       | 18 anni                                                                    |
| 134 | Moldavia                                  | 1940                       | 18 anni                                                                    |
| 135 | Monaco                                    | 1962                       | 18 anni                                                                    |
| 136 | Mongolia                                  | 1924                       | 18 anni                                                                    |
| 137 | Montenegro                                | a                          | 18 anni                                                                    |
| 138 | Montserrat                                | N/D                        | 18 anni                                                                    |
| 139 | Mozambico                                 | 1975                       | 18 anni                                                                    |
| 140 | Namibia                                   | 1989                       | 18 anni                                                                    |
| 141 | Nauru                                     | 1968                       | 20 anni                                                                    |
| 142 | Nepal                                     | 1951                       | 18 anni                                                                    |
| 143 | Nuova Caledonia                           | a                          | 18 anni                                                                    |
| 144 | Nuova Zelanda                             | 1893                       | 18 anni                                                                    |
| 145 | Nicaragua                                 | 1955                       | 16 anni                                                                    |
| 146 | Niger                                     | 1948                       | 18 anni                                                                    |
| 147 | Nigeria                                   | 1958                       | 18 anni                                                                    |
| 148 | Niue                                      | a                          | 18 anni                                                                    |
| 149 | Isola Norfolk                             | N/D                        | 18 anni                                                                    |
| 150 | Norvegia                                  | 1913                       | 18 anni                                                                    |
| 151 | Oman                                      | 2003                       | 21 anni                                                                    |
| 152 | Paesi Bassi                               | 1919                       | 18 anni                                                                    |
| 153 | Pakistan                                  | 1947                       | 18 anni                                                                    |
| 154 | Palau                                     | 1979                       | 18 anni                                                                    |
| 155 | Panama                                    | 1941                       | 18 anni                                                                    |
| 156 | Papua Nuova Guinea                        | 1964                       | 18 anni                                                                    |
| 157 | Paraguay                                  | 1961                       | 18 anni                                                                    |
| 158 | Perù                                      | 1955                       | 18 anni                                                                    |
| 159 | Isole Pitcairn                            | 1838                       | 18 anni                                                                    |
| 160 | Polinesia francese                        | N/D                        | 18 anni                                                                    |
| 161 | Polonia                                   | 1918                       | 18 anni                                                                    |
| 162 | Portogallo                                | 1976                       | 18 anni                                                                    |
| 163 | Porto Rico                                | 1929                       | 18 anni                                                                    |
| 164 | Qatar                                     | 1997                       | 18 anni                                                                    |
| 165 | Regno Unito                               | 1918                       | 18 anni (era di 30 anni per donne sposate fino al 1928)                    |
| 166 | Rep. Ceca                                 | 1920                       | 18 anni                                                                    |
| 167 | Rep. Centrafricana                        | 1986                       | 21 anni                                                                    |
| 168 | Rep. Dominicana                           | 1942                       | 18 anni                                                                    |
| 169 | Slovacchia                                | 1920                       | 18 anni                                                                    |
| 170 | Romania                                   | 1918                       | 18 anni                                                                    |
| 171 | Ruanda                                    | 1961                       | 18 anni                                                                    |
| 172 | Russia                                    | 1917                       | 18 anni                                                                    |
| 173 | Saint-Barthélemy                          | a                          | 18 anni                                                                    |
| 174 | Saint Kitts e Nevis                       | 1951                       | 18 anni                                                                    |
| 175 | Saint Lucia                               | 1924                       | 18 anni                                                                    |
| 176 | Saint Lucia                               | N/D                        | 18 anni                                                                    |
| 177 | Saint-Pierre e Miquelon                   | N/D                        | 18 anni                                                                    |
| 178 | Saint Vincent e Grenadine                 | 1951                       | 18 anni                                                                    |
| 179 | Isole Salomone                            | 1974                       | 21 anni                                                                    |
| 180 | Samoa                                     | 1990                       | 21 anni                                                                    |
| 181 | Samoa Americane                           | 1990                       | 18 anni                                                                    |
| 182 | San Marino                                | 1959                       | 18 anni                                                                    |
| 183 | Sant'Elena, Ascensione e Tristan da Cunha | N/D                        | ND                                                                         |
| 184 | São Tomé e Príncipe                       | 1975                       | 18 anni                                                                    |
| 185 | Seychelles                                | 1948                       | 17 anni                                                                    |
| 186 | Senegal                                   | 1945                       | 18 anni                                                                    |
| 187 | Serbia                                    | 1945                       | 18 anni                                                                    |
| 188 | Sierra Leone                              | 1961                       | 18 anni                                                                    |
| 189 | Singapore                                 | 1947                       | 21 anni                                                                    |
| 190 | Siria                                     | 1949                       | 18 anni                                                                    |
| 191 | Slovenia                                  | 1945                       | 18 anni                                                                    |
| 192 | Somalia                                   | 1956                       | 18 anni                                                                    |
| 193 | Spagna                                    | 1931                       | 18 anni                                                                    |
| 194 | Sri Lanka                                 | 1931                       | 21 anni                                                                    |
| 195 | Stati Uniti                               | 1920                       | 18 anni                                                                    |
| 196 | Sudafrica                                 | 1930 (bianche) 1994 (nere) | 18 anni                                                                    |
| 197 | Sudan                                     | 1964                       | 17 anni                                                                    |
| 198 | Suriname                                  | 1948                       | 18 anni                                                                    |
| 199 | Svezia                                    | 1919                       | 18 anni                                                                    |
| 200 | Svizzera                                  | 1971                       | 18 anni                                                                    |
| 201 | eSwatini                                  | 1968                       | 18 anni                                                                    |
| 202 | Tagikistan                                | 1924                       | 18 anni                                                                    |
| 203 | Taiwan                                    | 1947                       | 20 anni                                                                    |
| 204 | Tanzania                                  | 1952                       | 18 anni                                                                    |
| 205 | Thailandia                                | 1932                       | 18 anni                                                                    |
| 206 | Timor Est                                 | a                          | 17 anni                                                                    |
| 207 | Togo                                      | 1945                       | N/D                                                                        |
| 208 | Tokelau                                   | N/D                        | 21 anni                                                                    |
| 209 | Tonga                                     | 1960                       | 21 anni                                                                    |
| 210 | Trinidad e Tobago                         | 1946                       | 18 anni                                                                    |
| 211 | Tunisia                                   | 1959                       | 18 anni                                                                    |
| 212 | Turchia                                   | 1930                       | 18 anni                                                                    |
| 213 | Turkmenistan                              | 1924                       | 18 anni                                                                    |
| 214 | Turks e Caicos                            | N/D                        | 18 anni                                                                    |
| 215 | Tuvalu                                    | 1967                       | 18 anni                                                                    |
| 216 | Ucraina                                   | 1919                       | 18 anni                                                                    |
| 217 | Uganda                                    | 1962                       | 18 anni                                                                    |
| 218 | Ungheria                                  | 1918                       | 18 anni                                                                    |
| 219 | Uruguay                                   | 1927                       | 18 anni                                                                    |
| 220 | Uzbekistan                                | 1938                       | 18 anni                                                                    |
| 221 | Vanuatu                                   | 1975                       | 18 anni                                                                    |
| 222 | Venezuela                                 | 1946                       | 18 anni                                                                    |
| 223 | Isole Vergini Americane                   | a                          | 18 anni                                                                    |
| 224 | Isole Vergini Britanniche                 | N/D                        | 18 anni                                                                    |
| 225 | Vietnam                                   | 1946                       | 18 anni                                                                    |
| 226 | Wallis e Futuna                           | a                          | 18 anni                                                                    |
| 227 | Yemen                                     | 1967                       | 18 anni                                                                    |
| 228 | Zambia                                    | 1962                       | 18 anni                                                                    |
| 229 | Zimbabwe                                  | 1957                       | 18 anni                                                                    |

Note: (a) Dati non disponibili
(b) Il voto è limitato ai Cardinali; le donne non possono diventare Cardinali.
(c) La data indicata riporta l'anno in cui per la prima volta, in Italia, le donne votarono, non quello in cui fu loro concesso il diritto di voto, il 1945.

## Paesi in cui il suffragio femminile non è previsto o limitato
- Brunei - È negato il diritto di voto attivo e passivo dal 1962 (sia uomini che donne)[185]
- Libano - Suffragio parziale. Ci deve essere prova di istruzione di base per le donne, ma non per gli uomini. Il voto è obbligatorio per gli uomini, ma opzionale per le donne.[186]
- Città del Vaticano - Le elezioni riguardano solo il sinodo dei vescovi, riservato ai vescovi, e il momento del conclave, riservato ai cardinali.[187]